# Спальвин, Евгений Генрихович
Евге́ний Ге́нрихович Спа́львин (латыш. Eižens Spalviņš, яп. 須春院 или スパルウヰン ; 11 октября 1872, Адзель — 10 ноября 1933, Харбин) — востоковед, первый профессиональный японовед России.
Родился в семье латышского учителя, начинал обучение на юридическом факультете Петербургского университета, окончил восточный факультет по китайско-монгольско-маньчжурскому разряду. Для подготовки к профессорскому званию по кафедре японской словесности в 1899—1900 годах был командирован в Токио, в дальнейшем несколько раз командировался в Японию (1903, 1906, 1907, 1909, а также 1922 годы). После основания Восточного института во Владивостоке принял там пост профессора японской словесности (1900). До 1920 года совмещал посты профессора и заведующего библиотекой Восточного института. Также в 1902—1904 годах служил цензором японской прессы и литературы и исполнял поручения военной контрразведки. Дослужился до коллежского советника (1916, со старшинством от 1900 года), награждён орденом Святого Владимира четвёртой степени (1917). В 1922—1923 годах исполнял обязанности ректора Дальневосточного университета. Секретарь по культуре и переводчик полпредства СССР в Токио (1925—1931), далее — советник администрации КВЖД в Харбине. Скончался от остановки сердца после срочной операции.
Первый в России профессиональный японист-практик. Его основное внимание было направлено на популяризацию языка, преподавание и создание учебных пособий, чему он в общем счёте посвятил 25 лет своей жизни. Помимо преподавания много времени уделял организаторской работе, в частности, выступил инициатором и главным редактором крупных востоковедческих проектов — журналов «Известия Восточного института» и «Современная летопись Дальнего Востока». Его авторству принадлежит оригинальная кириллическая транскрипция фонетики японского языка, применявшаяся в Восточном институте.
Несмотря на многолетний подвижнический труд в сфере преподавания, Спальвин, который не являлся лингвистом, не создал научной школы и не оставил ярких научных идей. В советское время его имя было предано забвению и даже не попало в биобиблиографический словарь востоковедов С. Д. Милибанд. Первые публикации о Спальвине появились только в 1980-е годы; интерес учёных России и Японии к личности Спальвина возродился только в начале XXI века.

## Биография

### Семья, детство, студенческие годы (1872—1898)
Эйженс Спальвиньш родился 11 октября 1872 года в имении «Замок Адзель» (Лифляндская губерния), находившемся примерно в 150 км от Риги.
Отцом будущего японоведа был латыш Генрих Спальвиньш (латыш. Heinrihs Spalviņš, 1841—1913) — литератор и преподаватель, автор одной из первых грамматик латышского языка (Palīgs valodas macībā un domu rakstos, «Помощник в изучении языка и описании мыслей», издана грамматика в 1879 году). В 30 лет Генрих женился на гувернантке Элизе Меклер; оба были лютеранского вероисповедания. Первенца при крещении нарекли Эйженсом (латышский аналог имени Евгений); всего в семье было трое сыновей и три дочери, младшая из которых умерла в четырёхлетнем возрасте. В 1877 году семья перебралась в Ригу, где Генрих сотрудничал в латышской и немецкой прессе (по некоторым сведениям, был владельцем и редактором газеты «Друг латышского народа»), а также служил чиновником Общества взаимного страхования от огня; его жалованье и гонорары были единственным источником существования семьи. Генрих активно печатался на латышском и немецком языках, обиходными в доме Спальвиньшей были немецкий, французский и, предположительно, латышский языки; на службе главе семейства пришлось освоить и русский язык.
Все дети Спальвиных (как их именовали по-русски) получили хорошее образование. Евгений после окончания Рижской гимназии получил от отца 135 рублей и отправился поступать в Императорский Санкт-Петербургский университет, в автобиографии он писал, что в дальнейшем в жизни пробивался сам. Первоначально юноша поступил на юридический факультет, на котором проучился три года. Содержать приходилось себя самому: талантливый молодой человек получал небольшую частную стипендию, в течение восьми лет сотрудничал с профессором А. А. Исаевым, переводя его лекции и статьи на немецкий язык, сотрудничал с немецкими журналами и социал-демократическим издательством Дица в Штутгарте. Причины его перехода на восточный факультет неясны, но он сумел получить разрешение Министерства народного просвещения перевестись на китайско-монгольско-маньчжурский разряд.
Уже во время обучения на старших курсах восточного факультета Спальвин был привлечён Министерством финансов к работе над трёхтомным справочником «Описание Кореи». В автобиографии он впоследствии сообщал, что значительный объём текста языкового и политического разделов принадлежал ему. В процессе работы над справочником Спальвину пришлось создавать практическую транскрипцию корейского языка (впоследствии он заявлял, что кореевед Подставин позаимствовал его транскрипцию, внеся лишь незначительные изменения). В 1898 году Евгений Спальвин окончил университет, получив высшие оценки по 12 предметам, в том числе языкам: китайскому, монгольскому, калмыцкому, маньчжурскому, французскому, английскому, что стало основанием для присуждения диплома первой степени (12 июля). Японский язык он не изучал, хотя успел получить определённое представление о нём из курса иероглифики, который вёл Ёсибуми Куроно, и его же курса японской грамматики на последнем году обучения.

### Первая поездка в Японию и Восточный институт (1899—1900)
Зарекомендовав себя с наилучшей стороны, студент Спальвин постановлением попечителя Санкт-Петербургского учебного округа был оставлен для подготовки
к профессорскому званию по только что учреждённой кафедре японской словесности со стипендией 600 рублей в год. В целях повышения профессиональных знаний его отправили для практического изучения языка в двухлетнюю командировку в Японию, отсчёт которой начинался от 1 января 1899 года. На содержание студента Министерство народного просвещения выделило 2000 рублей в год. Предполагалось выделить дополнительно 750 рублей из университетского бюджета, но в конечном итоге эту часть стипендии Спальвин так и не получил. В инструкции командируемому была поставлена непростая задача: «…всесторонне изучить японский язык и литературу в центрах образованности самой Японии под руководством местных учёных, равно непосредственно ознакомиться с духом страны и её нравами».

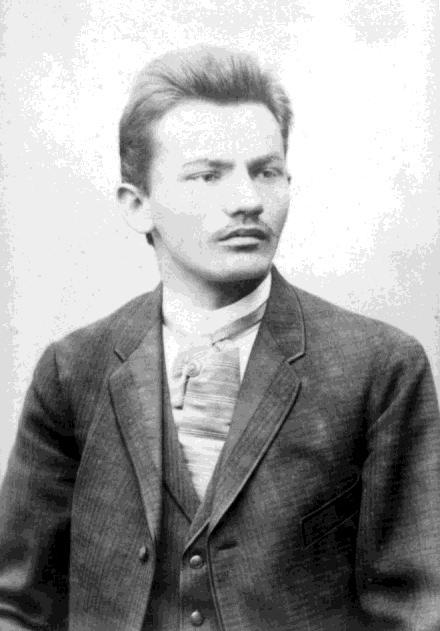
Студент Спальвин

Спальвин отплыл пароходом Доброфлота из Одессы в Нагасаки. По пути он занимался английским языком с командированными на Дальний Восток флотскими офицерами. Декану Розену он отчитался, что прибыл в Токио 18 (30) марта 1899 года. Уже через неделю он приступил к занятиям японским языком. Ещё ранее, сразу по прибытии в Нагасаки, он убедился в недостаточности полученных в Петербурге знаний: осматривая город, молодой учёный заблудился, а все попытки объясниться с японцами ни к чему не приводили; необходимость изучать язык была более чем очевидна. Первым учителем японоведа стал Обути Норимото — врач и юрист, который до революции был вассалом последнего сёгуна; его гонорар составлял 20 рублей в месяц за ежедневные двухчасовые занятия.
Помимо коммуникации, сложности возникли с организацией быта и жилья: дома, сдаваемые внаём, были лишены всякой обстановки, а суммы в 2000 рублей на год хватало лишь на самые необходимые расходы. Спальвин ходатайствовал о выделении и университетской стипендии, необходимой для приобретения книг и путешествий по стране, однако так её и не получил. Положение студента несколько облегчилось лишь в 1900 году: в Токийском институте иностранных языков возникла срочная вакансия преподавателя, и Японское министерство просвещения пригласило Спальвина на временную работу. Это позволило учёному нанять второго учителя языка, который жил в доме Спальвина и общался с ним круглосуточно. Учителем стал Киёцугу Маэда (前田清次), студент факультета немецкого языка Токийского института иностранных языков.
Вторым японцем, который оказал существенную помощь Спальвину и стал его близким другом, стал японский писатель и переводчик с русского языка Фтабатэй Симэй. Именно он рекомендовал Спальвину читать в учебных целях не фрагменты из разнородных газетных статей, а художественную литературу. Фтабатэй занимался со Спальвиным чтением романа Одзаки Коё «Много чувств, много горя», который содержал сложный текст с нестандартным чтением иероглифов, которое усугублялось отсутствием фуриганы, в результате чего даже Фтабатэй не мог сходу определить правильное чтение того или иного трудного места и был вынужден вчитываться в контекст.

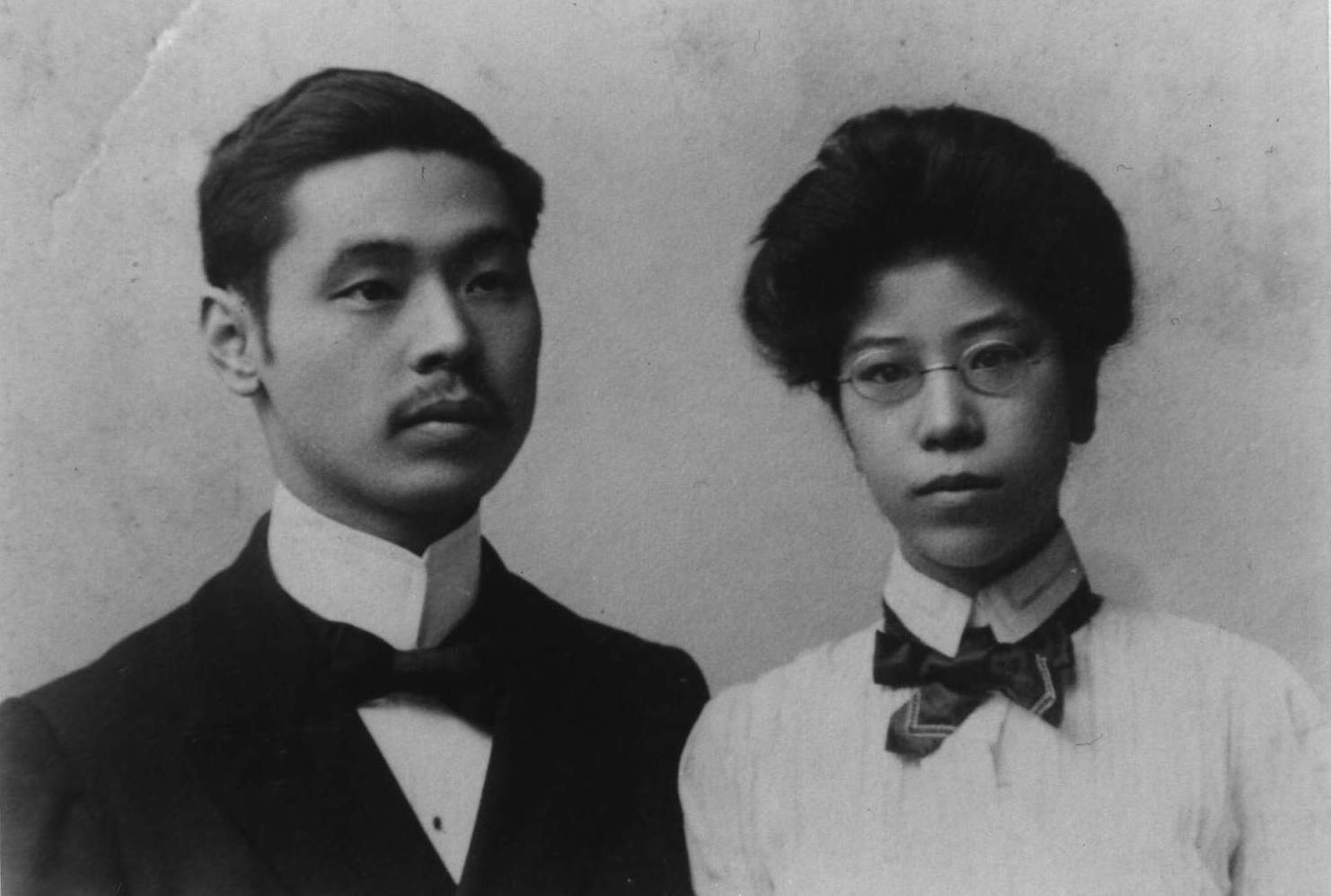
Киёцугу Маэда и его жена Каору Маэда (Владивосток, 1904 год). После гибели Киёцугу Каору выйдет замуж за овдовевшего Спальвина

Третьим близким другом для Спальвина стал Идзуми Рёноскэ, его общий с Фтабатэем студент, впоследствии переехавший во Владивосток и основавший там газету «Урадзио ниппо» («Ежедневный вестник Владивостока»). Дружба между Идзуми и Спальвиным продолжалась до конца жизни последнего.
Неуступчивость петербургского начальства ещё осенью 1899 года зародила у Спальвина идею не возвращаться в Петербург, а устроиться в Восточный институт во Владивостоке, открытый в октябре. 24 декабря 1899 года Спальвин получил письмо от его директора А. М. Позднеева, который предложил подать прошение и обещал содействовать в зачислении на должность и оплате проезда из Японии. Алексей Матвеевич, кроме того, рекомендовал заказать всю требуемую литературу и пособия в Японии и отправить закупленное прямо во Владивосток, где его оплатит Институт через Русско-Китайский банк из расчёта в 800 рублей. В докладной записке 1925 года Спальвин вспоминал, что в общей сложности закупил японской литературы для Восточного института на 2500 рублей. А. М. Позднеев также просил Спальвина заказать японские шрифты для типографии и самому приискать себе носителя языка для практической работы со студентами, сообщив также сумму жалованья, на которое тот может рассчитывать. 16 мая 1900 года Евгений Генрихович написал прошение о зачислении на ставку «исправляющего должность» профессора японской словесности Восточного института. Приамурский генерал-губернатор Н. И. Гродеков поддержал ходатайство министру народного просвещения о зачислении Е. Спальвина с 1 июля 1900 года на должность профессора. Санкт-Петербургский университет не возражал. Таким образом, командировка Спальвина составила год и четыре месяца вместо двух лет: с осени должны были начаться занятия студентов второго года обучения. С собой профессор привёз ассистента Киёцугу Маэду. Маэда владел немецким и английским языками, разбирался в японской диалектологии и литературе. С 1 августа 1900 года он был зачислен на должность лектора с жалованьем 800 рублей в год (около 200 иен на японские деньги) и казённой квартирой. 23 августа институтская Конференция единогласно избрала Спальвина и Маэду на рекомендованные должности. 30 августа Евгений Генрихович был также избран библиотекарем Института и занимал эту должность до 1920 года.
Сразу после прибытия во Владивосток Спальвин начал публикацию работ, имевших в основном практическую направленность, — о японской слоговой азбуке, по основам строя языка, примеры сказок и анекдотов. 21 октября (3 ноября) 1900 года он выступил на торжественном акте в честь года от основания Восточного института с речью «Японский прогресс». В ней явственно звучало раздражение на распространённое в то время восхищение японской цивилизацией. В противовес общему настроению Спальвин провозглашал в своей речи, что японская культура поверхностна, а прогресс есть чисто внешняя оболочка бездумной подражательности европейским моделям. «Долго после этого, — писал впоследствии В. М. Мендрин, — укоряли и продолжают ещё укорять проф. Спальвина за эту речь. Увлечение Японией было, да и есть, слишком велико, чтобы такая речь не была встречена негодованием. А увлечение дошло до того, что предвкушали уже учиться у Японии, говорили и говорят, что нам есть чему поучиться у Японии, и теперь посылают даже своих детей получать настоящее образование в японских учебных заведениях».

### Профессор Восточного института (1900—1917)
Во Владивостоке Спальвину пришлось в кратчайший срок включаться в учебный процесс: занятия у студентов второго года обучения начинались 2 сентября 1900 года. Программа преподавания языка и сопряжённых курсов была одобрена 23 августа. В подготовленном востоковедом списке учебных пособий значилось 48 наименований литературы и 17 названий японских газет и журналов. Конференция Восточного института поддержала предложение Спальвина приобрести для библиотеки полное собрание изданий Английского, Немецкого и Французского обществ в Токио. Исходя из собственного опыта изучения японского языка, Спальвин максимально сократил теоретическую часть своего курса для увеличения числа практических занятий. Уже после четырёх или пяти занятий студенты начинали чтение разговорных фраз, подобранных по грамматическому принципу, на третьем месяце переходили к чтению большого количества текстов в азбучно-иероглифической графике.

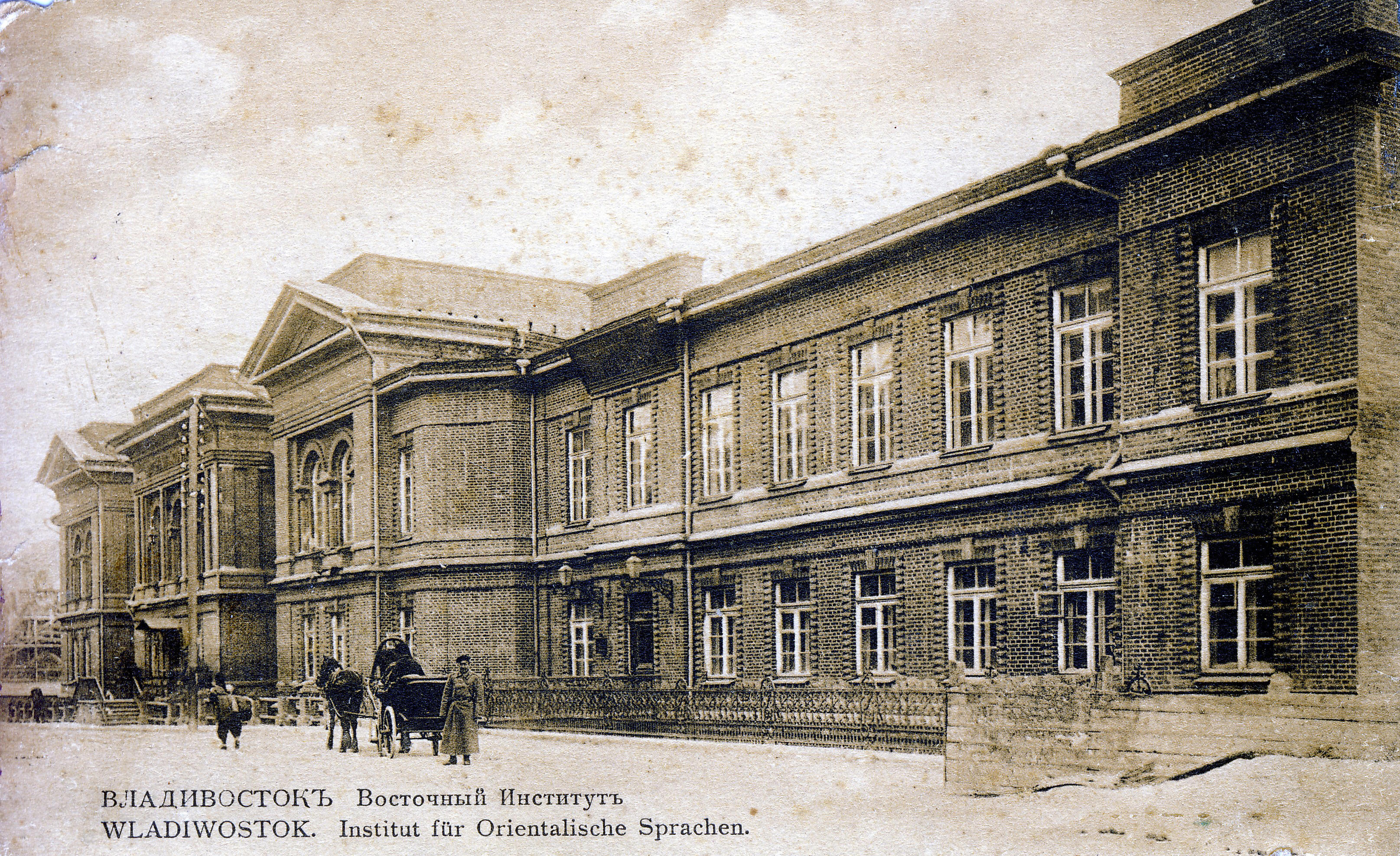
Восточный институт, Владивосток

В 1901 году Спальвин выпустил свои первые объёмные учебные пособия, включая грамматики и хрестоматии для начальных и старших курсов. В материалы для практических занятий включались образцы деловой документации, философские и литературные тексты, в том числе работы Фукудзавы Юкити, Цубоути Сёё и других. Объём языковых занятий был доведён к 1911 году до десяти часов в неделю. В 1903 году учебные пособия Спальвина были приняты и на Восточном факультете в Санкт-Петербурге.
В 1901 году студенты Восточного института впервые были отправлены на практику в Японию. Почти сразу власти Японии обвинили русских японистов в шпионаже: в июне 1902 года произошёл инцидент с задержанием П. Г. Васкевича. Тем не менее его отчётная работа о поездке из Цуруги в Ниигату была удостоена золотой медали. Спальвин очень надеялся оставить Васкевича в институте, но того влекла практическая работа. В свою очередь Е. Г. Спальвин ещё в 1901 году от имени института обратился к японскому правительству с предложением об обмене научной литературой и получил отклики 15 японских учреждений и библиотек. Однако организовать регулярные публикации владивостокских востоковедов в японских изданиях так и не удалось. С ноября 1902 года Спальвин выполнял обязанности чиновника отдела внутренней иностранной цензуры, ещё ранее он занимался переводом шифров сообщений японских шпионов, пойманных у урочища Славянка.
В апреле — августе 1903 года Спальвин был вновь командирован в Японию. На этот раз он посетил Киото и Токио.
В 1904 году в соответствии с приказом главного начальника Приамурского края от 3 апреля за № 56 Спальвин был назначен исполняющим обязанности директора института и прослужил на этом посту с 15 апреля по 5 декабря 1904 года, то есть до приезда во Владивосток нового директора Д. М. Позднеева, с которым у него произошёл острый конфликт. Во время войны институт был эвакуирован в Верхнеудинск, что привело к кризису: 59 из 61 студента института были исключены (по разным причинам, включая военную службу), дирекция потеряла контакт с профессорско-преподавательским коллективом, поскольку из-за военно-революционных событий в феврале 1904 года учебные заведения России были закрыты.
Во время третьей поездки учёного в Японию (июнь — октябрь 1906 года) в газете «Осака Асахи» (шесть выпусков от 25 сентября по 8 октября) вышла серия разоблачительных статей «Дневник шпиона», в котором открыто заявлялось, что Киёцугу Маэда — русский шпион, а Спальвин — его куратор. О причинах того, что после шестого выпуска «Дневник шпиона» выходить перестал, Спальвин впоследствии написал так:

 Тогдашний ректор Киотского императорского университета профессор Киносита был настоящим другом и смелым человеком. После войны было много людей, относящихся к России с нелюбовью, и в меня часто бросали камни, а одна из крупных осакских газет даже написала обо мне статью под заголовком «Дневник шпиона». Однажды г-н Киносита через секретаря пригласил меня к себе, и мы проговорили с ним весь вечер. Я, собственно, и не просил его об опровержении публикаций. Однако статьи обо мне перестали выходить. Уже после моего возвращения во Владивосток от секретаря университета пришло сообщение о смерти г-на Киносита. В письме также излагались подробные обстоятельства обсуждаемого инцидента. Оказывается, что г-н Киносита послал директору соответствующего газетного издательства письмо в мою защиту, в котором, в частности, говорилось, что если статьи обо мне не прекратятся, г-н Киносита порвёт с директором издательства все отношения. Вот такое впечатление сохранилось у меня о г-не Киносита, который в то трудное время смог проявить такое великодушие и смелость.
Секретарь Юридического института Императорского университета Киото Симидзу Масатаро помог переехать семье учёного в район Гион, в бывший дом профессора Нитобэ Инадзо, переехавшего по службе в Токио. Книга профессора Нитобэ о бусидо была частично переведена на русский язык и опубликована Спальвиным в «Известиях Восточного института» ещё в 1902 году.
14 августа 1907 года Киёцугу Маэда, временно вернувшийся на родину, был убит в токийском парке Сиба неким Имамурой Кацугаро. В прессе Маэду обвиняли в государственной измене и называли коллаборантом, предателем Родины. Для Евгения Генриховича, который прибыл в Японию немногим позднее, убийство бессменного ассистента стало серьёзным ударом. В своих комментариях прессе он требовал очистить имя Маэды от клеветы, решительно отвергал обвинения в шпионаже и настаивал, что целью его поездки в Японию было приобретение типографских шрифтов. Привезённые из Японии шрифты позволили с 1907 года осуществить для изданий Восточного института сложный типографский набор с сочетанием русских и восточных шрифтов на семи языках. У киотоских букинистов учёным были приобретены рукописи XVIII — начала XIX веков «Оросиякоку суймудан» («Сны о России»), «Бандан» («Беседы о варварах») и «Канкай ибун» («Удивительные сведения об окружающих морях»). После закрытия Восточного института книги были переданы в Государственную библиотеку им. Ленина в Москве. В 1909 году Е. Г. Спальвин совершил ещё одну, четвёртую, поездку в Японию для завершения работ по фонетике и диалектологии, в первую очередь — для выпуска учебных пособий.
В 1910-е годы требовательность Е. Г. Спальвина к себе и коллегам привела к охлаждению в отношениях преподавательского коллектива. Ранее он вступил в резкую полемику о переводах с Д. Позднеевым. Помимо этого, Евгений Генрихович был недоволен отношением к себе директора А. В. Рудакова, утверждая, что тот задерживал его в чинах. В действительности же именно директор института настоял на награждении учёного Орденом Святого Владимира IV степени с сокращением положенного для этого срока выслуги. В обосновании награждения Спальвин характеризовался как высококвалифицированный специалист библиотечного дела, «безупречный редактор» и «толковый заведующий типолитографией». В октябре 1916 года Спальвин был утверждён в чине коллежского советника со старшинством от 1 июля 1900 года. Впрочем, неприязненности в отношениях это не уменьшило.
За всё время своей педагогической деятельности Е. Г. Спальвин был также награждён орденами Святой Анны III и II степени, орденами Святого Станислава III и II степени, и медалью «В память 300-летия царствования Дома Романовых».

### Годы революции (1917—1919)
Ещё с 1900-х годов Е. Г. Спальвин придерживался идеологии партии кадетов; Февральскую революцию 1917 года он воспринял как начало новой эры в истории России. Преподаватели Восточного института рассчитывали на обретение академических свобод. Профессор участвовал в апрельских выборах в Городскую думу и оказался единственным представителем Восточного института, избранным от Партии народной свободы. Тогда же представители партии основали в городе товарищество издательства «Свободная Россия», а в июне приобрели типографию. Председателем правления и директором-распорядителем вплоть до закрытия издательства в 1923 году был Евгений Спальвин. Помимо газеты и политической литературы, издательство выпускало учебники, труды К. К. Куртеева, Н. В. Кюнера, Н. П. Мацокина, В. В. Энгельфельда, осуществило второе издание романа «Дерсу Узала». Газета «Голос Приморья», также основанная при участии Спальвина, летом 1917 года, занимала резко критическую позицию по отношению к колчаковской власти, в 1919 году дважды закрывалась и вновь выходила под иными названиями, пока не вернулась к первоначальному. Её основателя обвиняли в большевизме, поскольку Евгений Генрихович неуклонно проводил линию объединения бывших территорий Российской империи, помещал материалы о советской власти. В 1920 году Е. С. Спальвин брал личную ответственность за содержание карикатур, высмеивающих семёновцев и японских оккупантов. Газета просуществовала под властью большевиков почти год и была закрыта, как все «буржуазные» издания, 12 октября 1923 года.
Большевистский переворот Спальвин изначально воспринял резко отрицательно и после разгона Учредительного собрания поставил свою подпись под протестом, поданным от имени Союза служащих правительственных учреждений Владивостока 29 января 1918 года. Весной 1918 года в качестве наблюдателя военно-цензурного комитета он работал с Владивостокским Советом рабочих и крестьянских депутатов, что сильно изменило его отношение к большевикам. Впрочем, главным в жизни учёного стал проект превращения Восточного института в Государственный дальневосточный университет при сохранении приоритета востоковедческого образования в его структуре. Уже в 1919 году в переписке с Омским правительством профессор оговаривал особые условия для будущего восточного факультета, сохранения всех прав преподавателей и наличие собственной библиотеки, музея, типографии. Совет Восточного института создал комиссию для преобразования в университет в октябре 1919 года, в состав которой вошёл и Е. Г. Спальвин. 13 февраля 1920 года Институт выпустил резолюцию о необходимости создания университета, но с сохранением всех автономных прав Высшей школы научно-практического востоковедения, как должна была называться новая внутривузовская структура. Собственно, впервые ряд идей, высказанных в революционные годы, Е. Спальвин обнародовал ещё в 1906 году при попытке изменения учебного плана Восточного института.
Приморская земская управа санкционировала преобразование Восточного института в восточный факультет Государственного дальневосточного университета 17 апреля 1920 года. Новые структуры создавались за счёт ресурсов Восточного института, и это привело к резкому обострению отношений внутри коллектива и саботажу всех распоряжений вышестоящих органов. Назначенный к тому времени деканом восточного факультета Е. Г. Спальвин 20 января 1921 года подал заявление о невозможности присутствия на университетском совете «из-за явно недоброжелательного отношения» руководства к нему лично и возглавляемому им факультету. Равным образом, он резко высказался о лицах, получивших доцентские должности, как «ничем себя не проявивших в преподавательской и научной работе», и утверждал, что мало-мальски талантливым преподавателям следует бежать из этой среды.

### Советская Россия — от ректора к дипломатическому работнику (1920—1924)
1 ноября 1920 года умерла жена учёного, с которой он прожил 19 лет. Несмотря на личную трагедию, Е. Г. Спальвину пришлось интенсивно работать над изменением штатного расписания университета и разработкой новых учебных планов и программ, в том числе из-за радикальной перемены политической обстановки во всём регионе Восточной Азии. 11 февраля 1921 года датирована его «Записка» на имя ректора Г. В. Подставина о создании межкафедральных структур — отделов корееведения и монголоведения, включении в учебную программу истории религий, культурологии, сравнительного дальневосточного языковедения, сравнительной иероглифики, истории торговли и «хозяйственного быта» Восточной Азии. Также учёный разрабатывал сложный курс комплексного введения в изучение стран Дальнего Востока и предлагал заставлять студентов старших курсов вести исследовательскую работу и писать рефераты и обзоры на восточных языках. 28 марта 1922 года Е. Г. Спальвин подал правлению восточного факультета проект собственной командировки в Токио для изучения современной ситуации в стране, в которой он не бывал уже 13 лет. 11 апреля он получил удостоверение руководителя делегации преподавателей, командируемых Временным Приамурским правительством на срок 9 апреля — 20 августа 1922 года. Обязанности Спальвина (декана, члена библиотечной комиссии, редактора «Известий Восточного факультета», а также председателя издательской комиссии) временно передавались Н. В. Кюнеру. Реальное возвращение состоялось 20 сентября. Из-за откровенно террористического режима генерала М. К. Дитерихса ректор Г. В. Подставин издал приказ о собственном «временном отъезде» (без указания срока и назначения) из Владивостока с возложением полномочий ректора на Спальвина. 25 октября в город вошли большевики, издавшие приказ всем выйти с 26-го числа на работу, а саботировавших приказ — уволить. Исполняющий обязанности ректора японист взялся за восстановление вуза, по собственному выражению, «подчинил университет советской власти». Во второй половине января 1923 года он сдал полномочия вновь назначенному ректором профессору В. И. Огородникову. До 22 марта Е. Г. Спальвин ещё оставался деканом, но далее его сменил А. В. Гребенщиков как более лояльный и договороспособный руководитель.
Авторитет профессора оставался высок. 25 февраля 1923 года было создано оргбюро дальневосточного отдела Всероссийской научной ассоциации востоковедения, руководителем которого был избран Спальвин, а секретарём — Роман Ким. Профессор также работал в газете «Красное Знамя», основал журнал «Новый Дальний Восток», который был освобождён от предварительной цензуры. В апреле 1924 года Е. Г. Спальвин был избран председателем губернского отдела Общества содействия жертвам интервенции, параллельно вёл большую лекционную работу. По мнению историка Вакио Фудзимото, дальнейшую судьбу Спальвина определило учреждение в Москве Комитета по изучению Японии. Его председателем был назначен С. И. Духовский (Дальневосточный отдел НКИД), секретарём — Роман Ким, из японистов были включены Н. И. Конрад, Е. Г. Спальвин и Н. В. Кюнер, а также высланный из Японии Олег Плетнер, который представлял в Комитете разведуправление РККА. Осенью 1924 года Спальвин де-факто возглавил журнал «Восточная студия», предназначенный для молодых учёных и студентов Дальневосточного университета. В объединённом январско-февральском выпуске журнала за 1925 год была помещена статья профессора Е. Г. Спальвина «Полномочное представительство СССР на территории Японии», содержание которой показывает его осведомлённость в работе этого учреждения. Вероятно, своим назначением драгоманом полпредства Евгений Генрихович был обязан именно Плетнеру, которого он ещё в бытностью свою деканом стремился перевести на восточный факультет ГДУ. Сохранилась их переписка за 1921—1922 годы. Когда НКИД 8 августа 1925 года основал Всесоюзное общество культурной связи с заграницей, уже отправленный в Японию переводчиком и секретарём полпредства Спальвин был назначен представителем ВОКС в Японии.

### В Японии (1925—1931)
После заключения Конвенции об основных принципах взаимоотношений между СССР и Японией 53-летний Е. Г. Спальвин, до этого никогда дипломатической работой не занимавшийся, был назначен секретарём и переводчиком советского полпредства в Токио. 15 апреля 1925 года он выехал в Харбин, где встретился с новым полпредом В. Л. Коппом. Дальнейший путь проходил поездом до Пусана, паромом до Симоносеки и поездом до Токио.

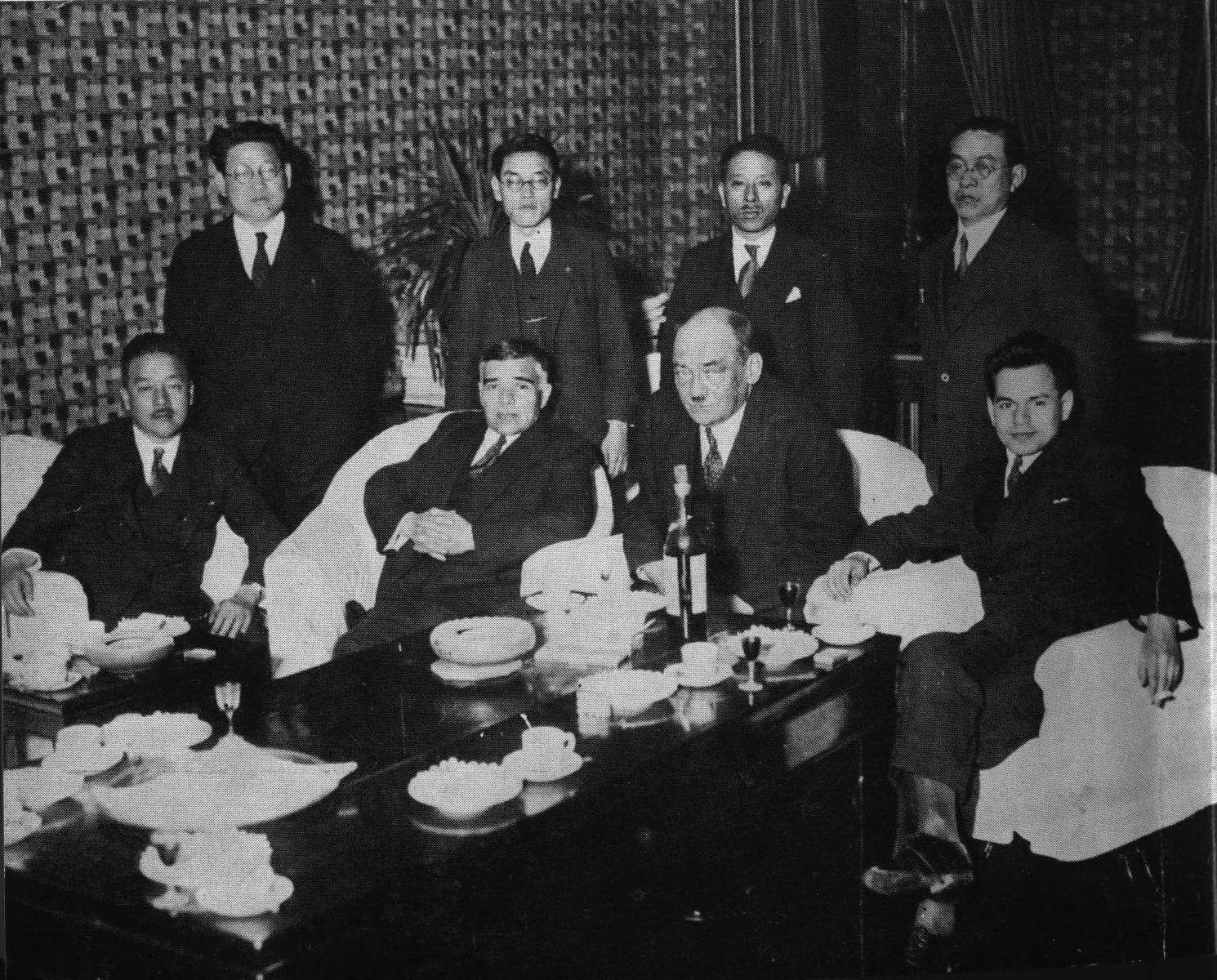
Полпред Трояновский (второй слева в нижнем ряду) и переводчик Спальвин (третий слева в нижнем ряду), 1931 год

В Токио профессор с женой (с 1922 года он был женат на вдове своего давнего ассистента Каору Маэде) проживал в здании посольства. Будучи не только секретарём-переводчиком при посольстве, но и членом рабоче-крестьянской союзной организации культурных связей с заграницей ВОКС, он был вовлечён в пропагандистскую деятельность, которая неусыпно отслеживалась японской полицией. Например, в ходе открытой лекции о России, которая была организована Японо-русским литературно-художественным обществом и проходила в Доме молодёжи христианского общества в Токио 8 октябре 1925 года, Е. Г. Спальвин заявил, что собирается рассказать о системе образования в России. В результате полиция прервала лекцию. Поводом для обвинений в пропаганде стала фраза Евгения Генриховича, что коммунизм является идеологией современной России. Советский полпред обратился с протестом в МИД Японии, заявив, что «выступление не затрагивало никаким образом внутреннюю политику Японии и носило характер исключительно объективной констатации фактов».
Ещё в 1925 году планировалось провести в посольстве ознакомительную выставку о Советском Союзе, организация которой была возложена на Спальвина. Провести её удалось с 23 по 26 августа 1926 года. Согласно данным наблюдения Главного управления полиции, в течение трёх дней выставку посетили 1036 человек. Е. Г. Спальвин провожал посетителей и давал комментарии. В 1927 году Спальвин по линии ВОКС организовал выставку новейшего русского искусства — всего 403 произведения маслом, акварелью, графикой. 8 июня 1928 года он от стороны Советского Союза подписал контракт о гастролях в Москве труппы театра кабуки Итикавы Садандзи.
При полпредстве Спальвин основал Кружок японоведов, в котором занимались молодые дипломаты, бывшие выпускники Государственного дальневосточного университета. Одним из участников этого кружка был выпускник университета А. А. Лейферт, который в дальнейшем иллюстрировал книгу Спальвина. Тезисы докладов на кружке с 1928 года печатались полпредством в специальных выпусках на русском языке. 27 октября 1930 года в Токио торжественно отпраздновали 35-летие востоковедческой деятельности профессора Е. Г. Спальвина. На банкете присутствовало 111 человек, включая нового полпреда А. А. Трояновского. 1 ноября 1930 года во Владивостоке заочно отмечалось тридцатилетие научной деятельности Евгения Генриховича Спальвина, ряд материалов были опубликованы в газете «Красное Знамя».
По мнению Фудзимото Вакио, главной причиной перевода Евгения Генриховича из Японии в Китай стал конфликт с руководством ВОКС. Председателем этой организации была О. Д. Каменева, которая ещё в феврале 1928 года сообщала полпреду Трояновскому, что совершенно потеряла связь со Спальвиным и не получала от него деловых предложений: «Его молчание является достаточным доказательством его небрежности». В сентябре 1928 года полпред всячески защищал Спальвина, сообщая, что он может перейти на другое место уже в том же году. Заменить его можно было бы только на Н. И. Конрада, который не собирался перебираться из Ленинграда. «…Большинство интересных ВОКСу лиц говорит только на японском языке, и целый ряд моментов, сведений, справок, необходимых для работы ВОКСа, тоже может быть получен на японском языке. Наконец, нужны специальные сведения в области японской культуры, науки, искусства и проч. …Вы, например, продолжаете быть отрицательного мнения о работе Спальвина, я же считаю, что без Спальвина в японских условиях будет плохо». Приглашение работать на КВЖД было заслугой Трояновского, но хотя оно было получено ещё летом 1930 года, в действительности отъезд задержался более чем на год. Проводы Спальвина из Японии в следующем году были описаны в газете «Ёмиури симбун» от 23 октября 1931 года, а выезд его из Токио состоялся 9 ноября.

### Китай (1931—1932)
Летом 1930 года полпред А. А. Трояновский получил запрос от правления КВЖД о переводе профессора Спальвина в Китай. По мнению А. Посадскова, вопрос о переводе япониста был связан с активным военно-политическим проникновением японцев в этот регион. Правление гарантировало квартиру и оплату переезда и перевозки библиотеки и коллекций учёного. Однако переговоры затянулись, и лишь 7 октября 1931 года Е. Г. Спальвин с женой был командирован в распоряжение КВЖД. Это произошло практически одновременно с вторжением Японии в Маньчжурию. Сам переезд учёного задержался: после отбытия в ноябре 1931 года из Японии профессор посетил Владивосток, где встречался с давней знакомой Бертой Бушер-Тарулис, которой отдал сохранившуюся мебель и обстановку, и забрал оставшуюся на родине часть библиотеки для перевозки в Харбин.
Спальвиных с их имуществом поселили в квартире № 6 в доме 26 по Гиринской улице, которая вместила несколько тысяч томов книг и коллекции. Учёному даже снизили квартирную плату из-за большой ценности доставленных материалов для правления КВЖД; книги должны были перейти в собственность организации. Приказом управляющего дорогой Ю. В. Рудого Евгений Генрихович был зачислен старшим агентом коммерческого отдела до получения подходящей вакансии, получал жалованье 4620 рублей в год, подъёмные деньги и прочее. Должностью Спальвин тяготился.

### Маньчжоу-Го (1932—1933)
27 апреля 1932 года он был переведён на должность старшего агента при товарище председателя правления с жалованьем 5040 рублей в год, что позволяло подписаться на японскую прессу, приобретать новые издания и «держаться хотя бы на минимальном уровне специальной квалификации». Существует версия, что Спальвин в основном занимался разведывательно-аналитической деятельностью, связанной с общей обстановкой на советской границе. Известно, что в марте 1933 года он был командирован в Синьцзян.
Е. Г. Спальвин сразу же включился в научную работу. Директор Центральной библиотеки КВЖД Н. В. Устрялов в 1932 году осуществил издание двух «Библиографических сборников». Во втором из них вышел 74-страничный спальвинский обзор японской литературы и публицистики по вопросам оккупации Маньчжурии. Занимался Евгений Генрихович и другими проектами. И. Г. Баранов вспоминал доклад Спальвина об иероглифике. Летом 1933 года учёный получил приглашение работать на Юридическом факультете. Вместе с женой они подготовили учебник разговорного японского языка и курс новейшей истории Японии, по которому Евгений Генрихович успел прочитать вводную лекцию.
О последних днях жизни учёного известно из воспоминаний жены, а также сводок местной прессы. Из-за срочной операции («заворот тонких кишок»: заболевание в общей сложности длилось три дня, начиная с 8 ноября) учёный был госпитализирован, операция прошла успешно, но около девяти часов вечера 10 ноября не выдержало сердце. Спальвин был похоронен на так называемом Новом (Успенском) кладбище, которое было закрыто в 1958 году, а затем разорено. Некрологи публиковались и в японской прессе, где его сравнивали с Лафкадио Херном.

## Семья

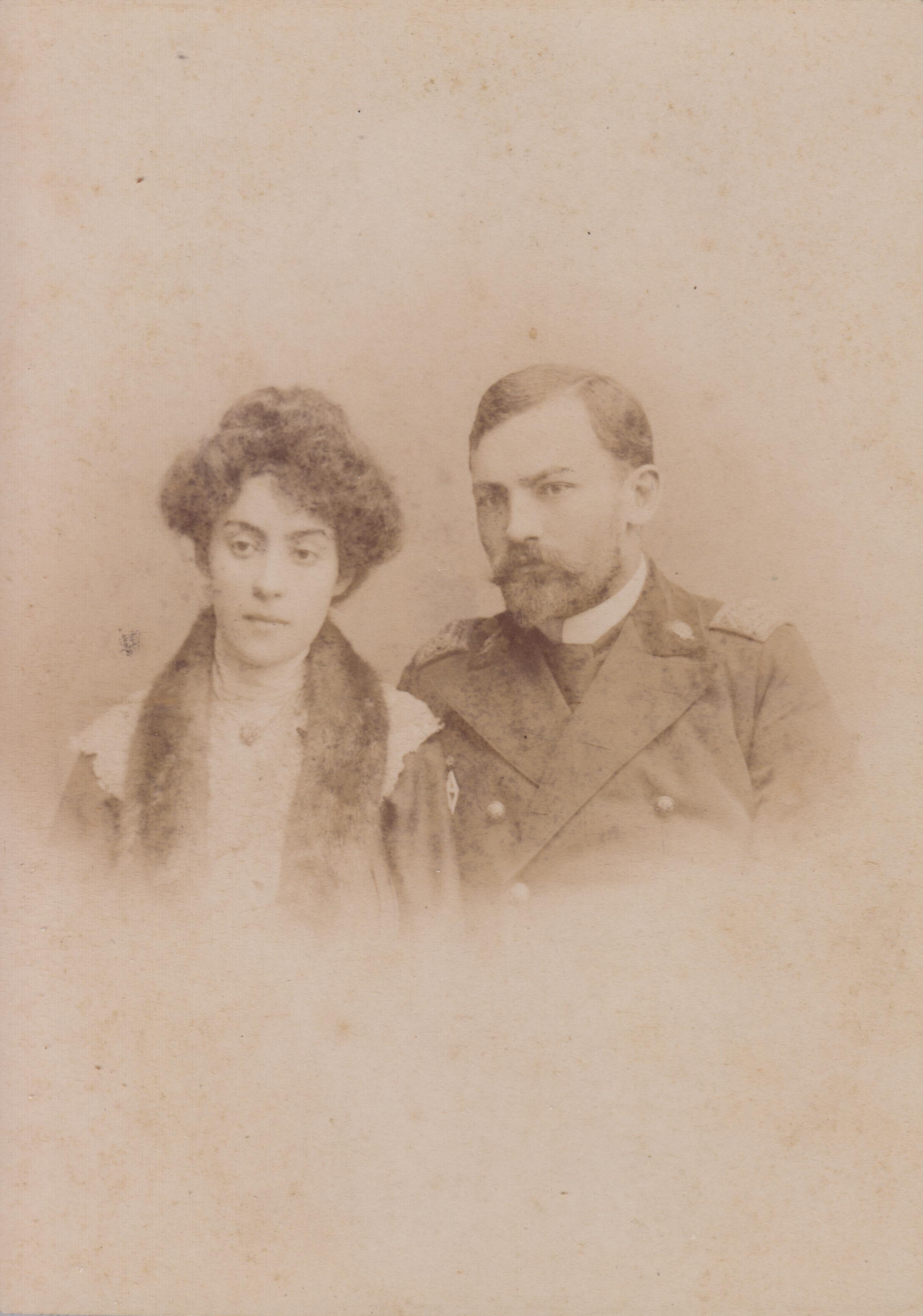
Спальвин с первой женой Верой Сегал

Согласно семейному преданию, в первой японской поездке Евгения сопровождала уроженка Риги, дочь портного Берта Мария Бушер, которая, по-видимому, была родственницей Спальвиньшей. Она вела быт учёного много лет. Приехав во Владивосток холостяком, 29-летний Евгений Генрихович 27 июля 1901 года женился на дочери потомственного почётного гражданина Вере Ивановне Сегал. Венчал их вольнослушатель Восточного института отец Константин Цивилев. В семье было четверо детей: дочь Валентина (родилась в 1902 году), дочь Евгения (1904), дочь Ирина (1906) и сын Вячеслав (1908 года рождения). Домоправительницей и гувернанткой служила бессменная Берта Бушер. Дочь Ирина родилась во время японской командировки; имя, по-гречески означающее «Мир», было дано символически, намекая на добрые отношения и России, и Японии. Поскольку Спальвин должен был вернуться к работе в институте, Веру Ивановну с новорождённой дочерью более чем на год оставили в Японии под присмотром Берты Бушер. Впоследствии Ирина Спальвина даже посещала японский детский сад. В 1909 году Берта вышла замуж за сотрудника библиотеки Восточного института К. И. Тарулиса.
Вера Ивановна скончалась 1 ноября 1920 года, в браке с ней учёный прожил девятнадцать лет. В связи с похоронами совет Государственного дальневосточного университета отменил празднование 21-й годовщины основания Восточного института, которое должно было состояться 3 ноября. В этот день В. И. Спальвина была погребена на Покровском кладбище. Спустя два года, за одиннадцать дней до собственного 50-летия (29 сентября 1922 года), Евгений Генрихович женился на вдове своего давнего ассистента Маэды — японке Каору, в крещении Елизавете Александровне. Венчал их протоиерей Коноплёв в университетской церкви. В документах о женитьбе утверждалось, что Е. А. Маэда — «уроженка Верхнеудинска Забайкальской области, православная, 1880 года рождения, много лет проработала в библиотеке Восточного института».

## Личность
Хотя Спальвин говорил о себе, что был «человеком исключительно кротким», одновременно он признавал, что всегда «давал сдачи». Он был критичен в суждениях, прямолинеен и вспыльчив, изредка бывая незаслуженно несправедливым к близким. Требовательность и высокая конфликтность служили отличительными чертами характера учёного на протяжении всей его жизни. Уже находясь в преклонном возрасте, во время пребывания в Японии Е. Спальвин разругался с Б. Пильняком и не смог найти общего языка с искусствоведом Н. Пуниным, который жаловался на япониста в ВОКС во время устройства выставки советской живописи в разных городах Японии с мая по июль 1927 года. Кураторы Спальвина писали:

 Мы должны вам откровенно сказать, что приезжающие из Японии иностранцы и русские жалуются на Вашу авторитарность и нелюбезность. Мы долгое время считали эти жалобы случайными и несправедливыми. Но новые сведения, полученные нами, вполне подтверждают доходившие до нас слухи.
При этом современники отмечали высокие организаторские способности учёного, которые были неотделимы от его природной щепетильности и любви к деталям, в том числе — финансового толка. Николай Японский, встретивший Спальвина в 1899 году, так писал о своём новом знакомом: 

Был с визитом у господина Спальвина, застал его в хлопотах; целый день возился со счетами, рассчитывая своего повара, который хотел надуть и его, как предшественника его по квартире, немца, — но не на такого напал; Спальвин, хоть и получает три тысячи от Университета, но счёт деньгам, как видно, любит. И хорошо делает. Всем бы русским походить на него, не русского по крови, но русского по получаемым деньгам.
Взыскательность и требовательность к окружающим тем не менее не означали отчуждённость и замкнутость. М. И. Сладковский рисовал такой образ Спальвина, увиденный им на вечере, посвящённом 25-летию создания Восточного института: 

Пример веселья и жизнерадостности особенно демонстрировал Е. Г. Спальвин. Подхватив свою молодую жену-японку, едва ли достававшую своей высокой напомаженной причёской плеча Евгения Генриховича, профессор вихрем ворвался в круг танцующей молодёжи, исполнял самые модные фокстроты, вальсы, танго. 

## Преподавательская и научно-практическая деятельность

### Преподавание японского языка
Академик В. М. Алпатов отмечал, что интеллектуальная среда и характер преподавания во владивостокском Восточном институте сильно отличались от столичного в Петербурге. Восточный институт готовил практических работников, которые должны были хорошо говорить и разбираться в реалиях изучаемой страны. Теоретическая подготовка находилась на втором плане, равно как пособия и публикации также носили практическую направленность. Сам Евгений Генрихович, по единогласным свидетельствам современников, блестяще владел японским языком и был глубоко погружён в японскую культуру. При этом он утверждал, что язык интересовал его не сам по себе, а лишь как инструмент познания культуры. Тем не менее к моменту его появления во Владивостоке в России вообще не существовало учебников и учебных пособий по японскому языку, и до 1910 года он в одиночку осуществлял составление учебных курсов и написание учебников. В этих условиях Е. Г. Спальвин широко использовал зарубежные наработки, задействуя переводы целых разделов, что всегда оговаривал, при этом подвергал заимствованный материал глубокой переработке и приспосабливал к строю русского языка и потребностям русской высшей школы. В его учебниках рассматривались как разговорные, так и письменные формы языка, в том числе «высокого» старописьменного. В числе курсов, которые вёл Евгений Генрихович, была и грамматика японского языка, но лишь две лекции были отпечатаны на гектографе. В отличие от своих современников-японистов, Е. Спальвин учитывал не только западные, но и японские исследования. В лекции, в которой он описывал систему спряжения старописьменного языка, делалась попытка пересмотреть схемы описаний, принятые в японском языкознании. В основном Спальвин использовал идеи Бэзила Чемберлена, уточняя при необходимости языковые факты; критикуя традиционную японскую грамматологию, он уточнял её, не отвергая в целом. Как и Чемберлен, он отрицал существование страдательного залога в японском языке, считая, что соответствующие языковые формы имеют «потенциальное» и «получательное» значения; эта трактовка более никем принята не была. Спальвину пришлось дать и краткий очерк японского синтаксиса, вероятно, первый в русском японоведении. По характеристике В. Алпатова, и здесь смешивались традиционные японские и классические европейские лингвистические подходы.
Исходя из своего личного опыта, а также из насущных задач практического востоковедения, Спальвин в процессе подготовки учебных пособий и разработки курсов неизменно ратовал за увеличение практических занятий разговорным языком. Японский язык после реформ Мэйдзи находился в стадии трансформации и был далёк от кодификации и литературной обработанности. Официальная коммуникация осуществлялась на книжном языке бунго, в новой художественной литературе нарастало использование разговорного языка, который постепенно формировался по мере реформы образования, существовала и традиционная литература на книжном языке камбун, который фактически был письменным диалектом китайского языка. Все эти языки составляли органическое единство национальной коммуникации, осложняемой разнобоем иероглифической и слоговой азбук и отсутствием нормативных орфографических и орфоэпических норм.
Директор А. М. Позднеев в отчёте о деятельности Е. Г. Спальвина, отмечал что в 1901 учебном году изучение японского языка было подвергнуто генеральной ревизии. Профессор целиком включил курс теоретической грамматики в практическое изучение. Изучение каны и заучивание важнейших послелогов, форм глаголов и употребительных вспомогательных глаголов заняло не более 4-5 часов, тогда как занятия разговорным языком занимали семь дневных лекций и три вечерних (по часу каждая), занятия грамматикой занимали три часа, а затем были сокращены до одного часа. Студенты были должны заучивать по десять новых иероглифов в день, причём один час в неделю был отведён под диктанты.
Основные учебные пособия Е. Г. Спальвина издавались срочно и отличались крайне низким полиграфическим качеством, ибо размножались с машинописи или литографировались с рукописных конспектов, что, впрочем, не умаляло их педагогической ценности. Фундаментальная «Японская хрестоматия» в окончательном виде включала двадцать разделов, основанных на оригинальных письмах, телеграммах, расписках, контрактах, публичных лекциях, речах политиков, международных договорах и даже протоколах допросов военнопленных. Спальвиным были изданы «Собрание отрывков японской прозы книжного слога», «Собрание отрывков японской изящной литературы» и «Собрание деловых бумаг обыденного обихода японской жизни». В 1909 году для продвинутых курсов было издано пособие «Японская армия», а в 1913 году «Собрание бесед и рассуждений современных японских деятелей». «Хрестоматия разговорного японского языка», вышедшая первым изданием в 1903 году, была полностью записана японскими слоговыми азбуками — катаканой и хираганой (которые используются попеременно: нечётные произведения записаны катаканой, чётные — хираганой). В 1907 году хрестоматия была напечатана типографским способом в «Известиях Восточного института» в азбучно-иероглифическом виде. Материал хрестоматии предполагал максимальное разнообразие реальных коммуникативных ситуаций (несколько сотен), с учётом самого разного социального статуса и речевой культуры японцев. Слушатели Института могли общаться и воспринимать речевое поведение всех слоёв общества, от профессуры и бывших самураев до проституток и бродяг. Ещё больше по объёму были «Практические японские разговоры», включающие 1668 текстов, сгруппированных в 57 разделов. В основу данного пособия легли учебники японского языка Эрнеста Сато и Рудольфа Ланге, однако все языковые примеры были тщательно отредактированы и отчасти переписаны и специально написаны лекторами Маэдой Киёцугу и Мацудой Мамору. Все тексты были написаны в двух вариантах: на чётных страницах — азбучно-иероглифическим способом, на нечётных — только каной. Обучение строилось в порядке от наиболее простых форм разговорной речи к сложным формам письменной речи, к способности читать японские тексты любой сложности в любых знаковых сочетаниях.
Между 1913—1933 годами Евгений Спальвин не публиковал работ по японскому языку. Уже работая в Харбине, он вместе с женой К. Маэдой подготовил наиболее известный свой учебник разговорного японского языка. Он вышел в свет уже после его кончины в трёх частях. В основу его была положена практическая грамматика японского языка У. Макговерна Colloquial Japanese, выпущенная в свет в 1920 году. Из оригинала в учебник Спальвина перешла структура «концентров»: один и тот же материал приводился дважды, сначала кратко, потом развёрнуто. Объём грамматики был увеличен более чем вдвое за счёт расширения учебного и словарного материала; в курсе собственно грамматики оригинальный текст Макговерна был сохранён там, где с ним совпадала точка зрения Спальвина. Раздел о залогах зато был полностью переписан, равно как раздел о противопоставлении показателей ва (は) и га (が), который предвосхитил исследования советских послевоенных грамматологов. В описании показаний множественности Е. Г. Спальвин опередил аналогичные наблюдения А. А. Холодовича. Полностью оригинальным был третий концентр, в котором описывались история и современное состояние японской письменности и давалась система обучения разным её видам, основанная на общих для иероглифов и каны графических элементах. Эта система была описана в 1931 году в книге Спальвина «Япония: взгляд со стороны». Равным образом полностью оригинальными были разделы о современной Спальвину языковой ситуации в Японии (старописьменный и современный литературные языки рассматривались как совершенно разные, тогда как Макговерн называл их разными стилями) и о латинизации японской письменности.
В. М. Алпатов, рассматривая учебные пособия Е. Г. Спальвина, отмечал, что к 1930-м годам теоретические взгляды последнего уже отставали от японистики своего времени. Так, Спальвин совершенно игнорировал работы Е. Д. Поливанова и О. В. Плетнера, чья совместная грамматика японского языка была опубликована в 1930 году. Раздел о японском ударении в учебнике 1933 года был написан Спальвиным совершенно самостоятельно. Огромный опыт работы с языком позволил заметить, что японское ударение отличается от русского, но на уровне Поливанова систематизировать японскую акцентуацию ему так и не удалось. Из-за их сложных личных отношений Спальвин вообще не ссылался на труды Поливанова. В предисловии к сборнику статей «За марксистское языкознание» Е. Поливанов посвятил Спальвину достаточно резкий абзац:

В ряде случаев делавшиеся мне возражения объясняются просто тем, что авторы их, зная одну из моих работ, не знают других, которые дали бы им исчерпывающие разъяснения. Отличным примером этого может служить проф. Спальвин, протестующий в одном из японских журналов против принятого мною в русской транскрипции японских слов слога ти (для п. chi): «в моём произношении», — говорит Спальвин, «японцы воспринимали ти как своё ki (а не chi)». В ответ достаточно указать ему на стр. 171—172 в моём «Введении в языкознание» (Ленинград, 1928) — о японском восприятии латышского произношения слога ти.
Труды Е. Г. Спальвина в итоге не оказали никакого существенного влияния на развитие японистики как таковой. Не закрепилась в японоведении и кириллическая передача фонетики японского языка, разработанная Спальвиным. В её основу была положена адаптированная система Хэпбёрна, которая, однако, оказалась удобной и последовательно использовалась во Владивостоке в изданиях Восточного института, отчасти закрепилась в прессе и популярных изданиях (например, при передаче звука «йо» — как в «Йокогама», «Йоко»). В опубликованной в 1930 году системе Поливанова, созданной намного ранее, основные отличия от системы Спальвина заключались в принципах отображения парных согласных. В дальнейшем система Поливанова была популяризирована Н. И. Конрадом в «Большом японско-русском словаре» и более не пересматривалась, несмотря на критику.

### Японское языкознание и Д. М. Позднеев
Дмитрий Матвеевич Позднеев и Евгений Генрихович Спальвин окончили Восточный факультет с разницей в пять лет (Позднеев был старше) и познакомились, вероятно, ещё в студенческие годы Е. Г. Спальвина на даче известного ориенталиста К. Ф. Голстунского, дочь которого стала женой Д. М. Позднеева. Судя по переписке, до 1904 года отношения были вполне деловыми и доброжелательными, посредником в передаче новостей был директор Восточного института и первый работодатель Спальвина — А. М. Позднеев, брат Дмитрия Матвеевича. Коренной перелом настал в 1905 году, когда Д. М. Позднеев, не имея опыта работы в высшем образовании, не обладая профессорским статусом, в нарушение Положения о Восточном институте, был назначен его директором. Новый начальник сразу объявил о радикальных переменах, безапелляционно объявив, что «я буду управлять тем Институтом, каким я хочу его видеть, или не буду управлять им вовсе». Эвакуация преподавателей и студентов в Верхнеудинск в 1905 году, которая была крайне плохо подготовлена, также была инициативой Д. М. Позднеева. Конфликт был неизбежен. Собственно, ещё в декабре 1904 года Д. М. Позднеев писал жене, что тяжелее всего будет с Рудаковым и Спальвиным, которые под началом его брата «очень силу забрали». В январе следующего, 1905 года он жаловался, что Е. Г. Спальвин «деморализует всех студентов». Из мартовской переписки 1905 года с братом становится ясно, что бывший банковский служащий вообще не понимал заслуг Спальвина в организации учебного процесса на японском отделении, обращая внимание лишь на административную и финансовую «запущенность» в институте. Впрочем, и сам Спальвин откровенно признавался, что административная работа всегда была для него «каторгой». В частной переписке Д. Позднеев обвинял Спальвина в «беспринципности, подозрительности, мстительности и беспорядочности», в том, что он «зелье порядочное».
Непосредственным поводом для эскалации конфликта стало дело от 12 марта 1905 года, поданное на рассмотрение приамурскому генерал-губернатору. Из-за срочного переезда в 1900 году во Владивосток Е. Г. Спальвин не завершил командировки в Японию от Министерства народного просвещения. Поскольку его переезд был санкционирован требованием приамурского генерал-губернатора Н. И. Гродекова, он истратил стипендиальные 600 рублей, перечисленные ему Русско-Китайским банком. Директор Позднеев полагал, что эта сумма должна быть погашена из бюджета губернаторства, а не института. Для самого Спальвина ситуация осложнялась тем, что его вызов во Владивосток не был оформлен надлежащим образом, и Министерство народного просвещения не выплатило ему прогонных и подъёмных денег, причитавшихся для прерывания командировки и назначения на службу в Восточный институт. По ведомостям, сохранившимся в РГИА, сумма приближалась к 1800 рублей. Директор Позднеев, вероятно, не спрашивая у Спальвина, доложил генерал-губернатору, что профессор «из желания окончить это затянувшееся дело ни на какое вознаграждение за означенный переезд во Владивосток не настаивает, кроме погашения упомянутой суммы в 600 руб. [Русско-Китайскому] банку». Это привело только к усилению вражды. Вопрос о компенсации Спальвину не был решён и к 1909 году.
В ноябре 1905 года Д. Позднеев отбыл в Японию, но числился директором Института до 1 сентября 1906 года, проведя непосредственно на посту 8 месяцев из 27 и не ведя никаких учебных курсов. В дальнейшем они не поддерживали прямых контактов, хотя недоброжелательное отношение Позднеева к Спальвину иногда отзывалось в Петербурге, когда речь шла о финансировании издательских проектов, касающихся японоведения. Сам Д. М. Позднеев вернулся в Россию в 1910 году, работая в Практической Восточной академии при Императорском обществе востоковедения.
После отставки с поста директора Восточного института Д. М. Позднеев поселился в Токио, где выпустил в период 1906—1910 годов ряд учебников японского языка для русской публики. Основой его же хрестоматии послужил учебник «Японская история для начальной школы» (『小學日本歴史』), изданный Министерством просвещения Японии в 1903 году и отражавший тогдашнюю официальную идеологию «почитания императора и патриотизма». Особенностью хрестоматии Д. Позднеева стало то, что японский текст был записан латиницей, тогда как запись имён и названий каной и кандзи давалась отдельно. В двух частях учебника было 37 текстов, охватывающих все ключевые события мифологии и истории Японии — от богини Аматэрасу до японо-китайской войны. Составитель утверждал, что в «Хрестоматии» «упоминаются самые известные в Японии имена и лица, воспоминания о которых встречаются …в рассказах, разговоре, театре, живописи, скульптуре». Впрочем, по мнению А. Дыбовского и О. Еланцевой, издание хрестоматии было выполнено поспешно, поскольку пособие было методически не проработанным: построение текста делало невозможным его использование без исходного японского учебника, а латинская запись могла служить лишь для нужд диктантов. Русский язык отличается множеством шероховатостей и погрешностей, хотя Д. М. Позднеев особо оговаривал это в предисловии, также заявив, что делал строго подстрочный перевод для учебных нужд.
78-страничная рецензия Е. Г. Спальвина, выпущенная в «Известиях Восточного института», была очень резкой (в терминологии В. Н. Горегляда — «ёрнической») и отражала в первую очередь их отношения во время директорства Д. М. Позднеева в 1904—1906 годах. Евгений Генрихович вообще не упоминал о положительных сторонах публикации: напротив, иронизируя над выявленными ошибками, иллюстрируемых множественными примерами, он высказывает массу суждений о личности автора. Спальвин утверждал, что Позднеев недостаточно владеет японским языком и не столь эрудирован, чтобы заниматься подготовкой учебной литературы. В переводах, помещённых в «Хрестоматии», присутствовало огромное число лексических и грамматических ошибок, проистекающих из стремления к дословному переводу; игнорировались устойчивые формы, встречалось нарушение лексической сочетаемости в русском языке («императрица императора», «два дома служили»). Впрочем, в полемическом запале Е. Г. Спальвин зачастую не мог предложить лучшего варианта. Например, отвергнув для 用水池 (яп.  ё:суй икэ) позднеевский вариант «пруд для запасов воды», Спальвин перевёл японский термин как «водяной резервуар», тогда как в оригинале это всё-таки «пруд».
В 1909 году Д. М. Позднеев издал «Ответ на „Критический разбор Японской исторической хрестоматии“», тональность которого соответствовала разбору его оппонента. Дмитрий Матвеевич привёл мнение некоего владивостокского «обывателя», что Е. Г. Спальвин «…совершенно не знает японского языка и японской литературы…», соответственно, ставится под сомнение его компетентность. При этом в архиве сохранилась переписка Позднеева и Спальвина, в которой автор хрестоматии торопил профессора с предоставлением рецензии, то есть считая его в то время достаточно компетентным. Спальвин обвинялся в том, что ничего не писал о Японии для массового читателя, и Позднеев решительно отверг его «менторский, авторитетно-диктаторский, безапелляционный тон». Впрочем, ряд наиболее очевидных ошибок Дмитрий Матвеевич признал, проигнорировав некоторые действительно важные замечания Спальвина. При этом, используя спорные моменты предлагаемых спальвинских вариантов перевода, Позднеев настаивал на малой компетентности именно Евгения Генриховича. Полемика касалась и лексико-грамматических вопросов в поурочном словаре «Хрестоматии». Из выявленного Спальвиным 91 проблемного места Позднеев разобрал 13. Например, Дмитрий Матвеевич отказался признавать служебный характер морфем -домо ども (although), -гото ごと (every), а также вспомогательного гоноративного глагола -тамау たまふ (bestow, give), исходя лишь из английского перевода этих служебных элементов японского языка по авторитетному словарю Бринкли. В общем, по оценке А. Дыбовского и О. Еланцевой, «Ответ…» Д. М. Позднеева — «это и работа над ошибками, и упорствование в ошибках, и ответный удар по репутации Е. Г. Спальвина».

### Цензура и контрразведка
Необходимость цензурного регулирования в Приморском крае на рубеже XIX—XX веков определялась тем, что выписка иностранных периодических изданий частными лицами превысила уровень продаж зарубежной прессы через книжные магазины. В основном выписывались англоязычные газеты: North China Gerald, Globe, Daily Telegraph, Nagasaki Press, British Trade Journal. Большинство изданий поступали из Осаки — крупнейшего внутреннего и внешнего рынка Японии. Издания требовались как коммерческим агентам и представителям зарубежных компаний, так и общественным организациям. Общество морских врачей выписывало Lancet, Berliner klinische Wochenschrift, Semain Medicale. Штатные цензоры почтового ведомства не справлялись, поскольку не владели иностранными языками, особенно восточными, а полноценных цензурных комитетов не существовало из-за малочисленности местной русской печати. Ситуация была абсурдной: присланные издания отправлялись на цензурирование в Москву, из-за чего свежая пресса из Нагасаки поступала адресатам через два месяца вместо трёх дней: «иностранные известия теряют всякий смысл». Руководство Главного управления по делам печати осознавало, что информационный голод в окраинных регионах империи будет способствовать появлению слухов. В результате 30 января 1901 года распоряжением министра внутренних дел цензурирование изданий на японском, китайском, монгольском и маньчжурском языках было возложено на Конференцию Восточного института.
Сразу после поступления Е. Г. Спальвина в Восточный институт директор поручил ему цензуру японских газет. Эту работу профессор начал 27 марта 1901 года. В здании института не было необходимых помещений, тюки с газетами сваливались прямо во дворе. Он сам вспоминал, что работа цензора была тяжела чисто физически, поскольку приходилось сортировать старые и новые газеты в любую погоду любого времени года. В непогоду приходилось работать в библиотеке, где студенты и цензор взаимно мешали друг другу. Евгений Генрихович делал пометы там, где было, по его мнению, прямое нарушение цензурных уставов, а далее составлял рапорт о полученных экземплярах с указанием времени. Подписчики получали номера издания сразу по несколько экземпляров, зачастую с зачернёнными или вырезанными страницами. Судя по спальвинским отчётам за 1901 год, политического интереса японские газеты не представляли. Чаще всего их выписывал Японский клуб ради фельетонов и карикатур. Японцы, жившие в Сибири, выписывали газеты из Осаки, а владивостокские — из Нагасаки или Хакодате. Токийских официозов почти никто не выписывал. Впрочем, вскоре Е. Спальвин указывал в отчёте бесполезность цензурирования японской прессы, поскольку подписчики «получают газеты, выходящие в Китае, Японии и Корее на языках (английском, французском и немецком), которые отчасти содержат то, что и восточные газеты. <…> Если цензура бессильна противостоять этой удивительной солидарности прессы, то все усилия, затрачиваемые на пересмотр и преследование недозволенного в японских и китайских газетах, являются напрасными». С 10 апреля 1901 года Конференция Восточного института по распоряжению приамурского генерал-губернатора должна была рассматривать и издания на европейских языках, а также дозволять и запрещать продажу книг из Кореи, Китая и Японии. Каталоги рассмотренных сочинений присылались из Комитета иностранной цензуры в Петербурге, просматривались только те, что в списках отсутствовали. Книги, разрешённые с исключениями, возвращались владельцам с вырезанными страницами, а запрещённые отправлялись на таможню. Выяснилось, что во Владивостоке нет японцев — потребителей высококачественной художественной или научной литературы. За 1901 год Е. Г. Спальвин и его коллеги — Г. В. Подставин, А. В. Рудаков, П. П. Шмидт — обработали 1882 тома японских книг (608 названий) и 2 926 200 номеров газет.
14 ноября 1902 года Е. Г. Спальвин был назначен заведующим цензурным отделом, передав заведование библиотекой Института Н. В. Кюнеру. С 27 марта по 31 декабря 1902 года в цензуру Восточного института поступили 955 тюков японских газет, китайских — 1486, русских — 2, всего — 2443. Из них было вырезано 3600 страниц. Оказалось также, что в Россию поступают уже цензурированные японские газеты, из которых убиралось всё, что касалось действий русских в Маньчжурии, но общий антирусский настрой затушевать не удавалось.
С военной контрразведкой Е. Г. Спальвин стал сотрудничать после инцидента 3 июля 1902 года. Три японских подданных были задержаны между урочищем Славянка и станцией Черкасской. У них были обнаружены записные книжки с обозначением военных частей Русской императорской армии. А. М. Позднеев заключил, что японцы занимались шпионажем, но не смог точно перевести записи и передал книжки Спальвину. Тот сумел разгадать шифр на основе иероглифики, и полностью переведённые записные книжки были переданы 17 августа начальнику штаба Владивостокской крепости. К январю 1904 года Восточный институт прекратил цензурирование японской прессы: в преддверии войны во Владивостоке резко сократилось число иностранных изданий, а министр внутренних дел учредил должность специального цензора. Впрочем, студенты и преподаватели и в дальнейшем активно привлекались цензурным ведомством.

### Библиотекарь Восточного института
16 сентября 1900 года приамурский генерал-губернатор подписал приказ о назначении исполняющего обязанности профессора Е. Г. Спальвина на должность библиотекаря. Единогласная рекомендация была дана Конференцией Восточного института 31 августа. Однако в тот период он ещё не успел проявить себя в полной мере как созидатель библиотеки, в первую очередь из-за занятости делами цензуры. В 1902 году должность библиотекаря занял Н. В. Кюнер, затем его сменяли П. П. Шмидт и Н. Н. Дмитриев, и лишь в 1906 году на эту должность вернулся Спальвин. Библиотека получила в том году двухуровневое управление — со стороны как Конференции, так и библиотечной комиссии, в которую кроме библиотекаря, избираемого на три года, входили два человека, избираемые на срок учебного года. 27 февраля 1906 года в состав комиссии вошли, кроме Спальвина, Пётр Петрович Шмидт и Николай Иванович Кохановский. На выборах 1909 года Кохановского заменил Николай Николаевич Дмитриев, а в 1912 году комиссия была переизбрана на третий срок. Для Спальвина это означало бессменное руководство библиотекой, типографией и редакцией научных изданий, поскольку библиотечная комиссия приняла решение объединить под своим началом эти функции. При создании Государственного дальневосточного университета Е. Г. Спальвин стал председателем временного правления фундаментальной библиотеки и руководителем библиотечной комиссии. Должность библиотекаря многое значила в высшем образовании XIX века, поскольку именно от него во многом зависело обеспечение как учебного, так и научного процесса в институте или университете. За исполнение этих обязанностей профессор получал надбавку к жалованью в размере 500 рублей в год.
Во время командировок в Японию в 1903, 1906 и 1909 годах Е. Г. Спальвин приобретал необходимые издания. Так, в 1903 году он приобрёл много литературы по японоведению, книги торгово-экономического и торгово-промышленного содержания. Готовясь к командировке 1906 года, Е. Спальвин потребовал закупить 25 экземпляров англо-русского словаря Александрова; 10 экземпляров французско-русского словаря Макарова; 10 экземпляров «Английской коммерческой хрестоматии» Скотта и Брэя. Для нужд казённых стипендиатов было заказано от 5 до 30 экземпляров Русско-китайского словаря издания Пекинской духовной миссии (епископа Иннокентия); Русско-китайского словаря Попова; Китайско-русского словаря Пещурова; Китайско-русского словаря Палладия и Попова и т. д. По настоянию Спальвина Конференция института подписалась на одиннадцатое издание «Британской энциклопедии» (стоимость её комплекта на индийской бумаге составляла 30 фунтов стерлингов и 9 шиллингов), 20-томную «Русскую энциклопедию» (по 3 рубля 60 копеек за том) и так далее. Важнейшими принципами были приобретение новейших специальных книг и подписка на периодические издания.
Отчитываясь перед Конференцией института в 1908 году, Е. Г. Спальвин уточнял, что в период 1899—1907 годов ассигнования на библиотеку составили в сумме 42 895 рублей 77 копеек, но распределялись крайне неравномерно. При среднегодовом расходе 5300 рублей в первый год этот показатель был вдвое выше, а в 1902 году в три с половиной раза ниже. Бюджет распределялся примерно так: 2000 рублей подписка на периодические издания стран Дальнего Востока и «самые необходимые научные журналы России»; 500 рублей — расходные материалы, включая каталожные карточки; 150 рублей — рассылка «Известий Восточного института» зарубежным адресатам. В оставшуюся сумму 2500 рублей входили затраты на издание учебных пособий преподавателей Института, переплетение книг и журналов. На собственно книжные закупки оставалось не более 1000 рублей, редко больше. Впрочем, подписка была очень велика: 149 названий газет и журналов, в том числе на русском языке — 20, китайском — 5, корейском — 15, английском — 28, немецком — 25, французском — 11, японском языке — 45. Библиотекарь ссылался на авторитет бывшего посланника России в Пекине Д. Д. Покотилова, который утверждал, что даже частные лица, занимающиеся Китаем, тратят на новейшую зарубежную литературу не менее 2000 рублей в год. Это означало, что бюджет библиотеки Восточного института должен был составлять, по крайней мере, 10 000 рублей. В существующих условиях иметь комплектную многоотраслевую библиотеку было невозможно. Данная аргументация была положена в основу доклада министру народного просвещения. Вероятно, призыв был услышан: в 1908 году Институт осматривал статс-секретарь В. Н. Коковцев, а в марте 1911 года инспекцию провёл шталмейстер Двора Его Императорского Величества, генерал-губернатор Н. Л. Гондатти. Однако дело с увеличением фондов не двигалось, несмотря на все просьбы. К 1912 году бюджет библиотеки был даже ниже 3500 рублей (собственно, на приобретение книг 1542 рубля). Выходом из ситуации было требование трёх обязательных экземпляров всех институтских изданий и обращение к частным лицам и выпускникам о присылке зарубежных книжных каталогов и новинок.
Благодаря деятельности С. Г. Спальвина, принятая им в 1900 году библиотека, фонд которой составлял около 6000 томов, достигла 120 000 единиц и включала почти исчерпывающий фонд востоковедческой литературы первой четверти XX века. Библиотека пользовалась высокой репутацией не только в России, но и за рубежом. Это порождало многочисленные проблемы, в первую очередь — нехватку площадей книгохранилища и читального зала.

### Е. Г. Спальвин — редактор журналов

#### «Известия Восточного института» и «Современная летопись Дальнего Востока»

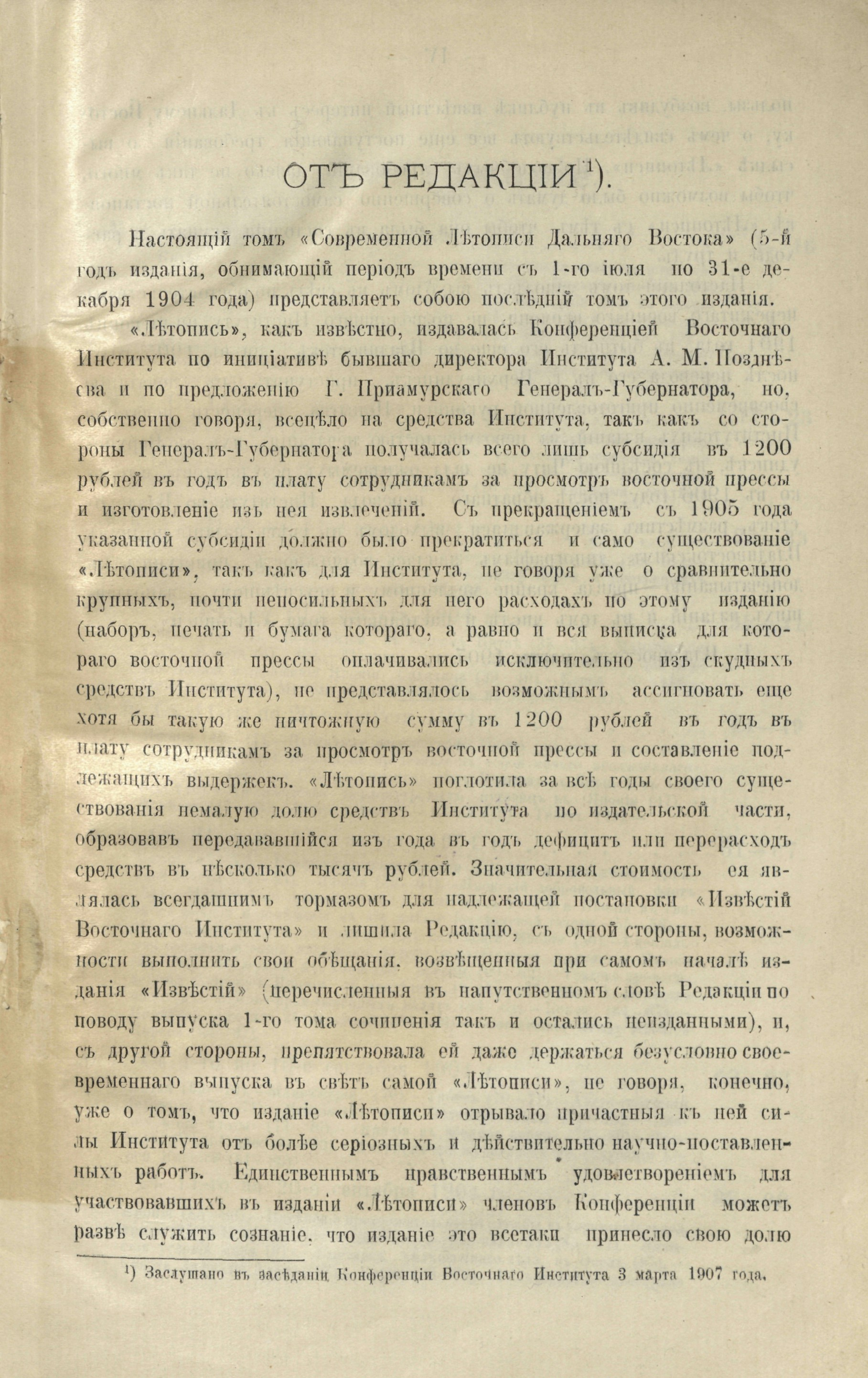
Сообщение о прекращении выпуска «Летописи».

От самого своего появления в Восточном институте Е. Г. Спальвин был вовлечён в редколлегию основанного директором В. М. Позднеевым журнала «Известия Восточного института». Первый же его выпуск был представлен государю императору и стал рассылаться по зарубежным научным учреждениям. Заложенный тогда формат издания поддерживался почти два десятилетия — публикация новейших учебных пособий, а также прикладных исследований по вопросам лингвистики, истории, географии и экономики азиатских стран. 
11 ноября 1900 года на Конференции института Е. Спальвин излагал также соображения по вопросу издания информационного сборника «Современная летопись Дальнего Востока». Данное издание должно было касаться вопросов актуальной политики в Китае, Корее и Японии. Евгений Генрихович предложил три предметные рубрики: внутренней и внешней политики, материальная культура общества, интеллектуальная жизнь. Спальвин намеревался основную часть материалов зарезервировать на японском направлении, указывая на необходимость анализа политики этого государства ввиду наращивания военного потенциала и внешней экспансии в Корее. Япония рассматривалась и в качестве потенциального военного противника России в Азии. Первый номер «Летописи» был датирован августом, охватывая события с 25 июля по 5 августа 1900 года. Планировалось издавать журнал раз в десять дней, делая русскому читателю доступными материалы из более ста периодических изданий на азиатских и европейских языках. Приамурский генерал-губернатор заинтересовался инициативой и выделил 1200 рублей годичной субсидии на издательские нужды. Однако после начала русско-японской войны ассигнования прекратились. Спальвин, временно исполняя должность директора института, просил о возобновлении ассигнований, утверждая, что с лета 1904 года готов возобновить издание. Ответа не последовало. Инициативы 1905 года также не вызвали энтузиазма вышестоящего начальства, и издание прервалось навсегда.
После избрания в 1906 году Е. Г. Спальвина библиотекарем Восточного института, в круг его обязанностей вошло также заведование типографией и редактирование «Известий Восточного института», часть выпусков которых были задержаны. Евгению Генриховичу удалось восстановить работу редколлегии, и в 1908 году тираж «Известий» достиг 1100 экземпляров. Список учреждений и лиц, которые получали бесплатные экземпляры, включал в том же году 235 единиц, начиная от государя императора и особ императорского дома (включая великих князей Михаила Александровича, Константина Константиновича и Александра Михайловича). В список рассылки были включены председатель Совета министров, десять министров, Азиатский департамент, а также ряд учреждений Приамурского генерал-губернаторства, включая самого губернатора, архиепископа Владивостока и начальника морских сил на Тихом океане. К 1911 году в список добавился кабинет географии Казанского университета и агентство Доброфлота в Нагасаки.

#### «Восточная студия»
В период 1924—1925 годов восточный факультет Государственного дальневосточного университета (ГДУ) издавал журнал «Восточная студия». Вышло не менее 22 номеров этого издания, из которых только № 3 и 10 не были собраны и отредактированы Е. Г. Спальвиным, он же являлся ответственным редактором. Концепция издания была обнародована в виде «Извлечения из Временного положения об издании „Восточной студии“» в третьем номере. Из этого материала следует, что правление ГДУ 23 августа 1924 года «признало возможным издавать востоковедный бюллетень „Восточная студия“ на средства, отчисляемые из бюджетов кабинетов востфака с введением в журнале разделов, соответствующих названиям кабинетов». Кабинеты были созданы при реформе университета в 1923 году и существовали при четырёх из восемнадцати кафедр восточного факультета (китаеведения, японоведения, истории и культуры Восточной Азии, экономики и политики Восточной Азии и СССР). Кабинеты должны были координировать аудиторную и практическую работу студентов, обеспечивая в условиях дефицита новейшую литературу и наглядные пособия. Редакционная статья в установочном выпуске утверждала, что журнал предназначался для восточного факультета ГДУ, отражая «научно-учебную жизнь факультета и постепенный ход развития достижений востоковедения»; являлся «неотступным спутником прежде всего молодого поколения грядущих востоковедов … на пути их к достижению идеалов практического востоковедения».
Заседание редколлегии, на которым и было принято «Временное положение», прошло под председательством Е. Г. Спальвина 2 сентября 1924 года. Издание должно было начаться с 15 сентября. Редколлегия курировала шесть основных направлений журнала, которые были привязаны с кабинетам востфака, были предусмотрены востоковедная хроника и библиография. По мере издания появились и другие рубрики: «Хроника Дальнего Востока», «Имена и деятели Дальнего Востока», «Литературный отдел». В план деятельности ГДУ было заложено 42 выпуска журнала, каждый в 16 страниц. Фактически до марта 1922 года, когда Е. Спальвин мог заниматься делами редакции, вышло лишь 22 выпуска, из которых лишь один был составлен кабинетом декана и один — кабинетом истории и культуры стран Восточной Азии. Из предусмотренной учебной серии журнала вышло только пособие Спальвина по катакане для первой ступени обучения. Набор осуществлялся на пишущей машинке на бумаге форматом А4, печать была «слепой», без интервалов между строк. Требуемые знаки восточной письменности исполнялись от руки, хотя для катаканы и хираганы имелась японская пишущая машинка. Иллюстрации перерисовывал из японских изданий А. А. Лейферт. Сформированный макет размножался на ротаторе тиражом 150 экземпляров. Предполагалось перейти к типографскому изданию, но этому помешал финансовый дефицит. Планировалось пускать 100 экземпляров в продажу и привлекать пожертвования частных лиц. Для повышения авторитета издания в первом номере опубликовали ответы на вопросы анкеты, обращённой советским, партийным и военным руководителям различного ранга, какое именно востоковедение требуется Советской Республике. В мартовском выпуске 1925 года анонсировались большие планы расширения журнала и выпуск новых учебных пособий Е. Спальвина и его коллег, но после его перехода в структуры НКИД и отъезда в Японию журнал прекратил существование.
Общий объём всех выпусков журнала (физически их было 10, поскольку множество номеров были объединёнными) составил 368 страниц. Главным автором был Е. Спальвин, который за полгода опубликовал 12 статей, тематических обзоров газет на восточных языках и заметок общим объёмом около пяти условных издательских (печатных) листов, его инициалами подписаны 50 комментариев к рисункам, им был опубликован ряд переводов японской поэзии и прозы, не говоря уже о том, что он был составителем или по крайней мере соавтором писем, анкет, комментариев, рекламных текстов. Объединённый номер 13—16, сданный в печать 15 марта 1925 года, содержал заметку Е. Д. Поливанова, которая относилась к анкете о нуждах и задачах нового советского востоковедения. По мнению московского учёного, советское востоковедение должно стать рупором ленинизма и революции, способным «передать Востоку сигнал Октября», а методологическим стержнем его «должен служить марксистский метод».

### Спальвин как переводчик и конфликт с Пильняком
Когда в апреле 1925 году Спальвин прибыл в Японию в качестве секретаря при посольстве, то в интервью японскому журналисту он дал следующее представление:

Моя специальность — японская литература, раньше я изучал и Манъёсю: (Собрание мириад листьев), и Кокинсю: (Собрание старых и новых песен Японии), однако в последнее время в основном занимаюсь исследованием японской литературы нового времени. Так я закончил работу над переводами Курата Хякудзо «Священнослужитель и его ученик (Сюккэ то соно дэси)» и Хоригути Дайгаку «Пятнадцатисантиметровая флейта (Горин но фуэ)», и в ближайшее время они должны быть опубликованы в Москве. Кроме того, я переводил пьесу, в основу которой легла история капитана Амакасу, которая вышла весной прошлого года в журнале «Наш взгляд (Гакан)», народную песню эпохи Эдо «Чёрные волосы (Куроками)», Мусякодзи «Для женщины (Онна но хито но тамэ ни)» и другие. Переводы были опубликованы. Я также переводил «Смерть девственницы (Сёдзё но си)», но это специфически японское произведение, и, на мой взгляд, без дополнительных пояснений оно малопонятно иностранному читателю. Из того, что известно в Японии, я переводил Нобори Сёму, доктора Тории Рюдзо, в частности делал выборочные переводы из «Северо-Восточной Азии (То: хоку адзиа)» — того, что писал доктор Тории Рюдзо о Приморском крае.
Несмотря на то, что Спальвин с уверенностью говорил о своих переводах как об опубликованных, о них нет информации ни в одном из перечней его работ. С несостоявшимися публикациями связан и другой личный конфликт, столь характерный для Спальвина. Советский писатель Борис Пильняк, который на волне успеха совершал поездки по миру, в том числе и Японии, возвращаясь из Токио в Москву, пообещал Спальвину, что опубликует перевод пьесы пролетарского драматурга Акиты Удзяку «Эпохи безжалостного убиения младенцев». В письме Спальвина О. Каменевой от 24 ноября 1926 года упоминается ещё ряд переводов, за которые были обещаны гонорары. Через главу ВОКС японист передал и специальное письмо Б. Пильняку. Дальнейшая переписка, не все части которой удалось выявить, привела к обострению отношений. Пильняк не оценил ни японских литературных произведений, ни качества их перевода. Впоследствии произошло ещё несколько инцидентов, которые повысили градус взаимной недоброжелательности.
Откровенно враждебно Пильняк отозвался о Спальвине в книге «Камни и корни» 1933 года. Писатель обвинил япониста в том, что он создаёт превратное представление о Японии, поставив его в один ряд с Лоти или Херном, Фаррером и Келлерманом. По отзыву Пильняка, Спальвин — один из тех, кто «пута[ет] по учёности своей, к примеру, за изучением какой-нибудь тысячелетней Мурасаки Сикибу тысячелетья с сегодняшним днем, и, кроме оной Мурасаки Сикибу, ничего не знающи[й] толком». Французская исследовательница и славист Д. Савелли предположила, что глава о проституции в Японии в книге Пильняка, вызвавшая больше всего критики в советских изданиях, была основана на материалах Спальвина. Содержательно она действительно соотносится с очерком в книге самого Спальвина «Япония: взгляд со стороны», где японская эротика рассмотрена с очень своеобразной точки зрения. Этот очерк был сильно порезан японской цензурой.

### «Япония: взгляд со стороны»

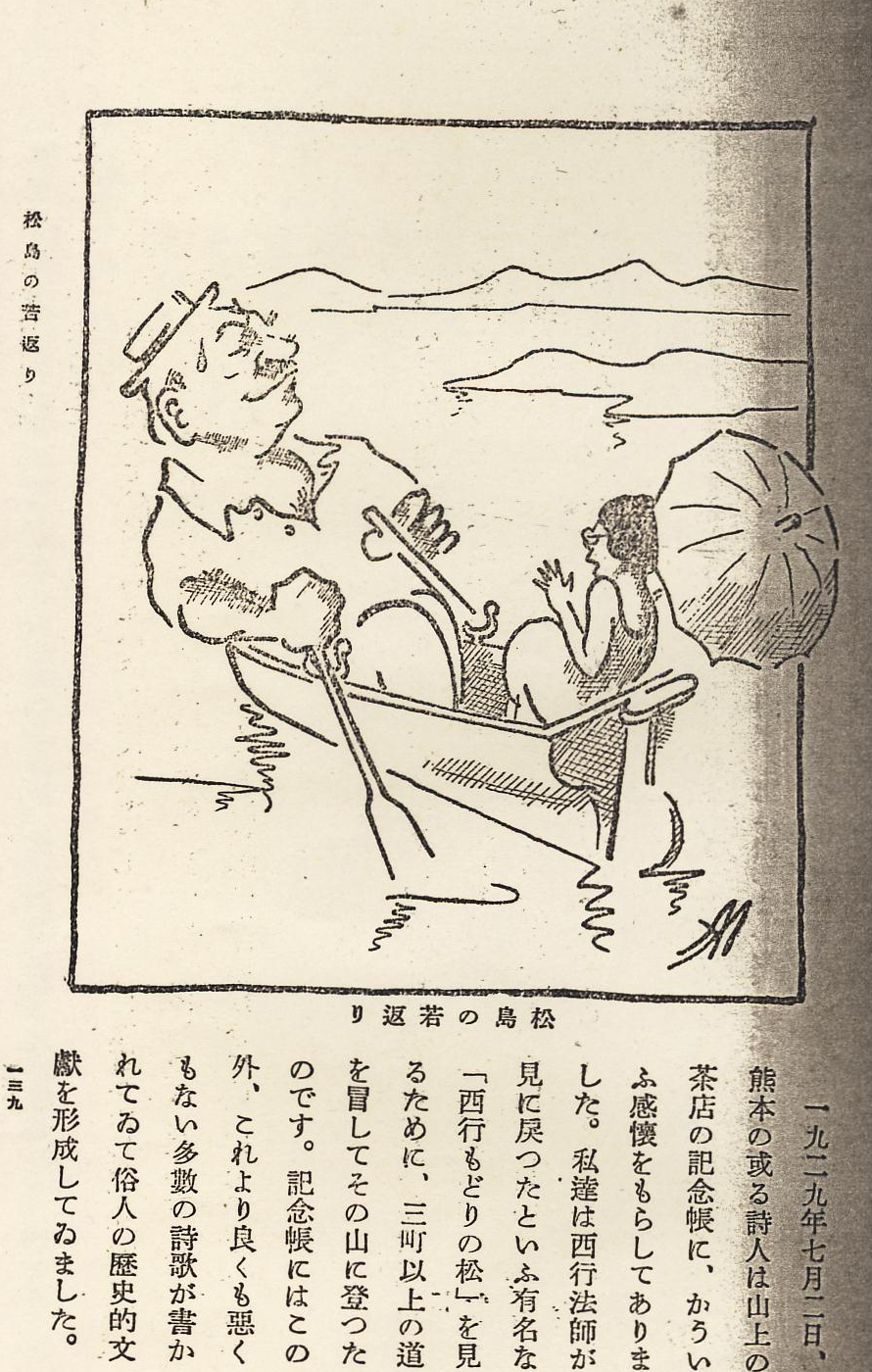
Дородный Спальвин и миниатюрная Каору. Дружеский шарж Андрея Лейферта, использованный в качестве иллюстрации к книге «Япония: взгляд со стороны»

В 1931 году в Токио вышла книга Е. Г. Спальвина «Япония: взгляд со стороны». Книга не является целостной научной монографией, а представляет сборник материалов биографического характера, дневниковые записи, эссе, путевые заметки, размышления и наблюдения, написанные в свободной, публицистической манере. Изначально около половины объёма книги было написано автором по-японски, но в окончательном варианте три пятых текста были переведены с русского языка. Японская рукопись составляла 800 страниц по 400 иероглифов на каждой. В издание вошли девять иллюстраций А. А. Лейферта. Об истории создания книги говорится в предисловии, написанном Отакэ Хирокити — японским журналистом, издателем и советологом, который обучался в Восточном институте. Редактированием японского текста занимались владивостокские друзья Спальвина Идзуми Рёносукэ, лично Отакэ и русист Хираока Масахидэ, который довёл работу до конца. Издание было анонсировано в «Осака Асахи симбун» 3 июля 1931 года, а содержательная рецензия вышла в той же газете 13 ноября за подписью Акиты Удзяку. Текст книги делился на семь разделов, в свою очередь, членящихся на главы. Разделы «О себе» (私自身), «О других людях» (私以外の人々) и «Путешествие по Японии современной пары зевак-супругов» (モダン彌次夫婦の日本見物) носят автобиографический характер. В них автор описал самые яркие события, знакомства и впечатления, связанные с Японией.
Самый крупный раздел (119 страниц) носит название «Япония: взгляд со стороны» (橫眼で見た日本), которое было использовано для книги в целом. Оно имеет две коннотации, непередаваемые в русском переводе: «взгляд иностранца» и «строгий, взыскательный, критический взгляд». По мнению А. Дыбовского, это одновременно и один из самых проработанных и концептуально выстроенных разделов книги. Первая глава «Меняющаяся Япония» (變り行く日本) посвящена разоблачению ряда востоковедческих мифов и полна пафоса необходимости познания не старой Японии литературных памятников, а современной промышленной державы. Спальвин, вероятно, одним из первых отметил, что Япония смогла встать вровень с ведущими капиталистическими державами и в культурном смысле, не утратив национальных корней. Во второй главе Спальвин цитировал Вильгельма Зольфа и, вслед на ним, сетовал на малое число квалифицированных японистов, что препятствует изучению Японии, в частности её науки и техники. Также он обращал внимание, что учёным следует обратить внимание на ростки эмансипации и разрушение старых традиций, совместное обучение детей и так далее. В седьмой главе автор обращается к проблемам перевода («Многострадальный перевод», 偶感偶語). Он отмечает, что японской публике понравилась книга А. М. Коллонтай «Красная любовь», перевод которой был выполнен с английского точно так же, как и первые переводы Толстого, Достоевского и Пушкина. Причинами подобного явления являются недостаточная подготовка переводчиков и языковые трудности, поэтому очень часто наиболее трудные места при переводе просто опускаются. Японская литература, по мысли Спальвина, должна быть открыта русскому читателю, тем более, что «в некоторых отношениях она выше литературы западной». В финале этой главы он писал о появлении новых структур — медийных кругов (он их называл «словотеоретическими», 言論界), от которых в немалой степени зависит дружелюбное отношение соседних народов.
Финальная, восьмая глава раздела посвящена «Анатомии эротики» (エロを解剖する). Здесь максимально проявился антропоцентрический взгляд Спальвина, которого интересовало великое множество предметов — собственно, отношения полов, роль религии в интимной сфере, эмансипация женщин и их гражданские права, а также эротизм как двигатель рекламы и коммерции в целом. Размышления Спальвина представляли собой беглые заметки, без претензии на научность, однако затрагивали широкий спектр вопросов в самом широком контексте. Учёный определённо не страдал ханжеством и предрассудками, более того, откровенно иронизировал над косностью издателей и некомпетентностью экспертов.

## Судьба библиотечного и художественных собраний Е. Г. Спальвина
После кончины учёного остались его библиотека, архив и коллекция, которая занимала две комнаты в харбинской квартире. Часть исследователей, не исключая В. Э. Молодякова, утверждали, что собрание Спальвина было утрачено. Из документов известно, что в декабре 1933 года вдова обратилась в правление Общества КВЖД с просьбой продлить ей бесплатное проживание в квартире, так как она не успевала решить судьбу собраний покойного мужа. В результате Елизавета-Каору Спальвина обитала на Гиринской улице до мая 1934 года, когда в квартиру вселился Н. А. Сетницкий. Японист В. Н. Горегляд сообщал, вероятно, на основе личных наблюдений и сообщений, что уже в 1935 году значительная часть рукописного и книжного собрания Спальвина прибыла в Институт востоковедения АН СССР (ИВАН), где японский сектор возглавлял Н. И. Конрад. Несмотря на то, что инвентарные книги середины 1930-х годов погибли в ленинградскую блокаду, в архиве сохранились некоторые материалы. Так, 8 января 1935 года в Комиссию советского контроля при Совнаркоме СССР поступило письмо директора ИВАН академика А. Н. Самойловича, что библиотека Спальвина «разыскана». Общий её объём составлял 9 ящиков весом 1310 кг, и она уже находилась на ленинградском складе. Согласно ещё одному свидетельству от мая 1935 года, разбор и первичное описание библиотеки Спальвина заняло в институте три с половиной месяца.
По состоянию на 2018 год большинство японских книг — не менее 500 единиц хранения — из библиотеки ИВР РАН снабжены спальвинскими экслибрисами или дарственными надписями (в частности, от Нобори Сёму), владельческими подписями и тому подобным. Множество прочих изданий рассеяно по всему фонду. По мнению К. Г. Маранджян, «даже приблизительное количество книг на русском и других европейских языках назвать сложно». В архиве ИВР хранится ряд спальвинских машинописей, начиная от работ 1909 года «Сведения о японских обществах во Владивостоке» и «Японские общества города Владивостока». Материалы советского времени включали статьи 1929 года о переводах на японский язык марксистско-ленинской литературы. В художественном фонде оказалась коллекция из 262 открыток, рассортированных самим Спальвиным по тематическим рубрикам и разбитых на «семейный» и «коллекционный» разделы. Материалы эти прямо подтверждают, что учёный забрал из Владивостока своё личное собрание, которое усердно пополнял и в Токио, и в Харбине. Также в коллекции имеются 34 видовые открытки, например, «Виды Фудзи» или «Горячие источники Бэппу», фотографические альбомы японских достопримечательностей (Мацусима или озера Вада), которым в книге «Япония: взгляд со стороны» посвящены две главы. Имеются и материалы эротической направленности, так называемые «весенние картинки», причём не печатные оригиналы, а альбомы с их репродукциями. В коллекции Спальвина также присутствовали и ранние эротические фотографии. К. Г. Маранджян отмечала, что эта часть коллекции учёного заслуживает отдельного изучения и будет рассмотрена в готовящейся к печати статье, однако эта исследовательница умерла, так и не реализовав свой замысел.

## Награды
- Орден Святого Станислава 3-й степени (1 января 1901)[8].
- Орден Святой Анны 3-й степени (1 января 1903)[25].
- Орден Святого Станислава 2-й степени (1 января 1909)[26].
- Орден Святой Анны 2-й степени (1 января 1915)[27].
- Орден Святого Владимира 4-й степени за выдающиеся отличия (1 января 1917)[28].

## Публикации
Сводный список публикаций Е. Г. Спальвина, включая его работы редактора и переводчика, представлен библиографами Дальневосточного университета И. В. Поликарповой и З. Г. Ионченко
- Катакана то хирагана: разбор японских азбук. — Владивосток, 1900—01 акад. г. — 32 с.
- Практические разговоры = Дзицуйо квайва. — Владивосток, 1900/01 акад. г. Ч. I: Японский текст. — 115 с.; Ч. II: Транскрипция и перевод. — 182 с.; Ч. IV: Японский текст в форме «кана-мадзири-бун». — II+88 с.; Ч. V: Разбор иероглифов, встречающихся в IV ч. — IV+80 с.; Ч. VI: Разбор сочетаний иероглифов, встречающихся в IV ч., с приложением списка полезных слов, не вошедших в текст «Разговоров». — II+64 с.; Дополнение. — 16 с.; Приложение: Ключевой указатель иероглифов и сочетаний иероглифов, содержащихся в IV части, с указанием номеров, под которыми они значатся в V и VI ч. — Х+23 с.
- Японский прогресс: речь, произнесённая на первом годичном акте Восточного института 21 октября 1900 г. — Владивосток, 1901. — 16 с. — Изв. Вост. ин-та. Т. II, вып. 2.
- Хрестоматия разговорного японского языка. — Литогр. — Владивосток, 1903—1909. Ч. I: Японский текст в японском слоговом письме. — 1903. — 4; 440; IV с. — Изв. Вост. ин-та. Т. III, вып. 2—5; т. IV—V; Ч. II: Японский текст в смешанном иероглифическом письме. — Владивосток, 1907. — II; VI; 2; 303; 2 с. — Изв. Вост. ин-та. Т. XVII; Ч. III: Подстрочный словарь к I и II ч. Отд. I: Анекдоты. — VII; 64 с.; Отд. II: Местные сказки. — 1909; Отд. IV: Рассказы профессиональных рассказчиков. — 1909.
- К характеристике трудов и направления г. Димитрия Позднеева в области японоведения. I: Критический разбор «Японской исторической хрестоматии» (Ч. I, отд. I и II) г. Димитрия Позднеева. — Владивосток, 1908. — 8; 81; II с. — Изв. Вост. ин-та. Т. XXIII, вып. 3.
- Разбор японских азбук катакана и хирагана. — 2-е изд., испр. и доп., литогр. — Владивосток, 1908—1909. Ч. 1: Японский текст. — 1908. — 32 с.; Ч. II: Печатные образцы катаканы и хираганы четырёх величин: с прил. печат. образцов разн. рода условн. знаков, знаков препинания, жирн. и скоропис. иероглифов, чисел и пр. — 1909. — III; 30; II с.
- Собрание текстов, преимущественно для первоначального преподавания японского книжного языка (Нихонго токухон = Японская хрестоматия. Отд. VII). — Литогр. — Владивосток, 1908—1913. Ч. I: Японский текст. — 3-е изд. — 1913. — IV; 52; IV с.; Ч. II: Подстрочный иероглифический словарь: с изобр. всех встречающ. в нём иероглифов и яп. фразами преимущественно двумя, отчасти тремя почерками: устав, (кайсо), полускоропис. (гё-сё) и скоропис. (со-сё). Вып. 1: Подстрочный иероглифический словарь к текстам 1-го изд. VII-гo отд. «Японской хрестоматии» (№ 1—8). — 2-е изд. — 1908. — 96 с.; Вып. 2: № 659—859: Подстрочный словарь к № 9-му текста: Биографии депутатов парламента (1—6). — 1911. — III; 39 с.; Приложение: Ключевой указатель к 1-му вып. / сост. М. Мацуда. — 2-е изд. — 1910. — II с.+52 стб.; Ко 2-му вып. / сост. М. Мацуда. — 1911. — II с.+21 стб.; Ч. III: Русский перевод и транскрипция. Вып. 1: № 1—8 яп. текста. — 1911. — VII; 60 с.
- Библиографические заметки по японоведению. — Владивосток, 1909. — 21 с. — Изв. Вост. ин-та. Т. XXXI, вып. 1.
- Записка о ближайших нуждах в институтской библиотеке и по изданию «Известий Восточного института», с сообщением краткого отчёта об оборудовании собственной типографии при институте. — Владивосток: Тип. Вост. ин-та, 1909. — 15 с.
- Японская армия: пособие для изучения важнейших яп. воен. терминов: Особое прил. к «Практ. яп. разговорам». — Владивосток, 1909—1910. Ч. I: Японский текст: (на чёт. страницах в форме кит.-яп. письма кана — мадзири-бун, на нечёт. же в форме чисто яп. письма кана-бун). — 1909. — XII; 96+IV с. — Изв. Вост. ин-та. Т. XXVIII, вып. 1; Ч. II, вып. 1: Подстрочный иероглифический словарь. — V+138+10 с.; Вып. 2: Иероглифические указатели: Пособие для изучения важнейших яп. воен. терминов: Особое прил. к «Практ. яп. разговорам». — Владивосток: Типо-лит. Вост. ин-та, 1910. — 312 с. — Изв. Вост. ин-та. Т. XXV, вып. 2.
- Вырезки из японских газет и журналов: пособие к изучению особенностей слога соврем. яп. период. печати. Ч. I: Японский текст в полускорописном начертании. — 3-е изд., литогр. — Владивосток, 1912. — III; 10; 75; II; II с. — Японская хрестоматия = Нихонго токухон. Отд. XVI. — Ч. II: Подстрочный иероглифический словарь с изображением всех встречающихся иероглифов и японских фраз двумя, отчасти тремя почерками: уставн. (кайсё), полускоропис. (гё-сё) и скоропис. (со-сё). — Вып. 1: Подстрочный словарь к № 1—10. — 1909 — II; 50 с.; Вып. 2: Подстрочный словарь к № 11—17. — 1910. — III; 48 с.; Вып. 3: Подстрочный словарь к № 18—23 текста. — 1909. — II; 35 с.
- Грамматика японского разговорного языка: основной курс: (глагол и имя прилагательное), читан. в 1910/11 акад. г. на II курсе яп.-кит. отд-ния Вост. ин-та / по зап. окруж. подготовит. шк. подпоручика Назарова; издан слушателями означ. шк. подпоручиком Назаровым, подпоручиком фон Виккеном, подпоручиком Панфиловым и подпоручиком Пичахчи. — Гектогр. — Владивосток, 1910. — 83 с. — In folio.
- Обзор политического устройства Японии в прошлом и настоящем: (из курса лекций, читан. в Вост. ин-те). — Литогр. — Владивосток. — Вып. 1. — 1910. — III; IX; 5; 200 с.; Вып. 2. — 1911. — II; VIII; 130 с.
- Японское общество во Владивостоке и других населённых пунктах Приморья в 1906—1909 гг.: Сведения, записки о деятельности Японского общества на Дальнем Востоке. — Владивосток, 1911. — 163 с.
- Конфуцианские идеи в этическом учении японского народа: речь, произнесённая на торжеств. акте по случаю празднования десятилетия Вост. ин-та 21 окт. 1909 г // Изв. Вост. ин-та. — 1913. — Т. XXXI, № 3. — С. II, 22.
- Справка о количестве книг, выпущенных в Японии в течение 1912 г. // Зап. Приамур. отд. Импер. О-ва востоковедения. — 1913. — Т. 2, ч. 2. — С. 325—329.
- Программа преподавания в Восточном институте по предмету японской словесности. — Владивосток, 1913. — II; 10 с. — Изв. Вост. ин-та. Т. XIII. Прил. 2.
- Собрание бесед и рассуждений современных японских деятелей: пособие для изуч. более трудных форм современ. яп. дел. разговор. яз. с подстроч. иероглиф. словарём, рус. пер. и прим. Ч. I: Японский текст. — Владивосток, 1913. — II; 198; IV с. — Изв. Вост. ин-та. Т. XXXV, вып. 1.
- Краткий обзор изменяемых частей речи японского книжного языка: пособие к лекциям по грамматике яп. кн. яз., читан. в Вост. ин-те. Вып. 1. — Литогр. — Владивосток, 1913. — IV; 152 с.
- Японско-русская газета «Ничиро Симбун». — Владивосток, 1916. — 6 с. — Изв. Вост. ин-та. Т. XXXI, вып. 2.
- К характеристике японцев: заметка о лит. псевдонимах яп. писателей // Вост. студия.— 1924. — № 4/5. — С. 66—68.
- Мой графический алфавит хираганы: с прил. машинопис. табл. с тремя системами расположения начертаний хираганы // Вост. студия. — 1924. — № 4/5. — С. 82—88.
- Из курса октограммной системы изучения катаканы: примеры применения отдельных начертаний катаканы // Вост. студия. — 1924—1925. — № 1. — С. 1—12. — (Учеб. сер.).
- Предисловие // Юркевич Т. С. Современная Япония: Экономическо-географический обзор по новейшим японским источникам: с илл. и картою. — Владивосток: Тип. Акц. О-ва «Кн. дело», 1925. — С. 5—6.
- Из японских отзывов о советско-японском соглашении // Вост. студия. — 1925. — № 21/22. — С. 341—356.
- Антиимпериалистическое движение в Китае // Вост. студия. — 1925. — № 17—20. — С. 289—308.
- Культурные мелочи в современной Японии // Вост. студия. — 1925. — № 13. — С. 265—268. — Яп. экслибрисы и филателия.
- Интерес к русской литературе в Японии // Информ. бюл. ВОКС. — 1927. — № 11/12. — С. 9.
- По поводу советско-японского соглашения // Вост. студия. — 1925. — № 11/12. — С. 231—237.
- К забастовке текстильщиков в Окая // Междунар. раб. движение. — 1927. — № 9. — С. 13—15.
- Супарувин тё. Ёкомэ дэ мита Нихон :  [яп.]. — Токио : Синтёся, 1931年. — 462 p. — Ориг.: スパルウヰン 著,『横眼で見た日本』, 東京: 新潮社, 昭和6.
- Японский разговорный язык: 1-й и 2-й концентры. — Харбин: Кн. склад и книгоизд-во «Наука», 1933. — 312 с.; 3-й концентр с прилож. 3000 полезных слов. — Харбин: Кн. склад и книго-изд-во «Наука», 1933. — 75 с.; Приложение. — Харбин: Кн. склад и книгоизд-во «Наука», 1933. — 68 с. + 28 с.
- Японские общества города Владивостока // Изв. Рос. гос. ист. архива Дальн. Востока. Т. II. — Владивосток: Изд-во Дальневост. ун-та, 1997. — С. 107—155.

## Комментарии
1. ↑  По утверждению Икуты Митико (Осакский институт иностранных языков), иероглифическую фамилию Спальвин взял в 1906 году по рекомендации журналиста Такао из газеты «Осака Асахи симбун», использовав иероглифы по звучанию[1]. Иероглифическая фамилия, помимо прочего, использовалась в экслибрисах, так же как и 恵須, что было фиксацией инициалов «Е. С.»[2].
2. ↑  Под профессиональным японоведом здесь подразумевается человек, который получил профильное образование и чья профессиональная научно-образовательная деятельность была связана с данной областью знаний. Дмитрий Позднеев, как и Спальвин, окончил факультет восточных языков Санкт-Петербургского университета по китайско-монголо-маньчжурскому разряду, однако Японией профессионально не занимался вплоть до 1906 года. Другой японист, В. Я. Костылев, окончил тот же факультет ещё раньше, в 1874 году. Его книга «Очерк истории Японии» вышла в свет в 1888 году и считается первым профессиональным японоведческим изданием в России. Однако в дальнейшем он тридцать лет прослужил консулом в Японии и только после выхода в отставку читал лекции на кафедре японской словесности в Санкт-Петербургском университете (1907—1908 годы)[3].
3. ↑  После смерти учёного единственная статья о нём была опубликована А. А. Бабинцевым[4], разбор учебников Спальвина провёл В. М. Алпатов[5]. Этим публикации исчерпываются.
4. ↑  Автор первой и единственной в Советском Союзе биографической статьи о Спальвине А. А. Бабинцев указывал полное имя учёного как «Феликс Евгений Леопольд Спальвиньш»[4], однако при этом не предоставил никаких источников этих сведений. Другие исследователи жизни и творчества Спальвина не смогли ни подтвердить, ни опровергнуть данную форму имени[1 1].
5. ↑  Суммарный доход «исправляющего должность профессора» составлял 4000 рублей в год: 2000 жалованья и по 1000 рублей квартирных и столовых денег[8].
6. ↑  Гражданский чин VI класса в Табели о рангах. Соответствовал чинам армейского полковника и флотского капитана I ранга.
7. ↑  Е. Г. Спальвин впоследствии воспрепятствовал переходу А. В. Гребенщикова в НКИД и отверг предложенный тем проект создания отдельного Общества культурной связи во Владивостоке[12].
8. ↑  В. М. Алпатов предлагал иной перевод: «Япония, видимая сбоку»[24].